# Festival de la Canción de Eurovisión 2014
El LIX Festival de la Canción de Eurovisión se celebró en la ciudad danesa de Copenhague los días 6, 8 y 10 de mayo de 2014, después de que la representante de ese país, Emmelie de Forest, obtuviera la victoria con la canción «Only Teardrops» en la edición de 2013 celebrada en Suecia. El evento se celebró en el B&W Hallerne, un antiguo astillero reconvertido en sala de conciertos, ubicado en la isla de Refshaleøen. Esta fue la tercera vez en la historia del certamen que Dinamarca organizó un festival de Eurovisión, después de las ediciones de 1964 y 2001. Bajo el lema #JoinUs (hashtag para «Únete a nosotros» en español), el evento fue presentado por Lise Rønne, Nikolaj Koppel y Pilou Asbæk.
El espectáculo tuvo una audiencia de más de 195 millones de espectadores en todo el mundo. 37 países participaron en el evento como representantes de las cadenas televisivas nacionales pertenecientes a la Unión Europea de Radiodifusión. Bulgaria, Chipre, Croacia y Serbia anunciaron su retirada de esta edición, principalmente por problemas económicos. Turquía no participó por segundo año consecutivo por no estar de acuerdo con el sistema de votación. Por otra parte, Polonia y Portugal retornaron al concurso tras un paréntesis.
Por segundo año consecutivo, los cinco países nórdicos (Dinamarca, Suecia, Noruega, Finlandia e Islandia) se clasificaron, la primera contaba con clasificación directa por ser el país anfitrión y el resto por clasificares en semifinales.
Como todos los años, el Festival de la Canción de Eurovisión presentó una variedad de estilos musicales, destacando algunas propuestas de pop alternativo como el tema de Noruega, el electropop de Francia, el sonido nashville de los Países Bajos o el folk-pop urbano de Polonia.
Según las listas de las casas de apuestas, durante varias semanas el favorito para ganar el certamen era Armenia, seguido por Suecia, Hungría, Noruega, Ucrania, Rusia y España. Sin embargo, luego de las semifinales las apuestas de pago también se inclinaron por la victoria de los Países Bajos y Austria, haciendo que esta edición fuera considerada como una de las más abiertas de los últimos años, al no poseer un claro favorito. Cabe destacar también la caída de dos de las grandes favoritas entre el público, Israel e Irlanda, que no lograron superar las semifinales.
La edición está considerada como una de las mejores en cuanto a calidad y variedad de los temas enviados, y al hecho de que no se supiese quién iba a ser el ganador hasta la finalización del concurso
En la final del evento, Austria se coronó campeón de la 59.º edición del Festival de Eurovisión con la cantante Conchita Wurst y su canción «Rise Like a Phoenix», obteniendo en total 290 puntos lo que permitió que dicho país tuviera su segunda victoria en la competencia en casi medio siglo. Por su parte, Países Bajos con el dúo The Common Linnets quedó en segundo lugar con 238 puntos, su mejor posición en el Festival de Eurovisión desde 1975, y la segunda vez que llegan en la final en los últimos 10 años. Por último el podio lo completó Suecia, con 218 puntos obtenidos por Sanna Nielsen.

## Organización

### Sede del festival

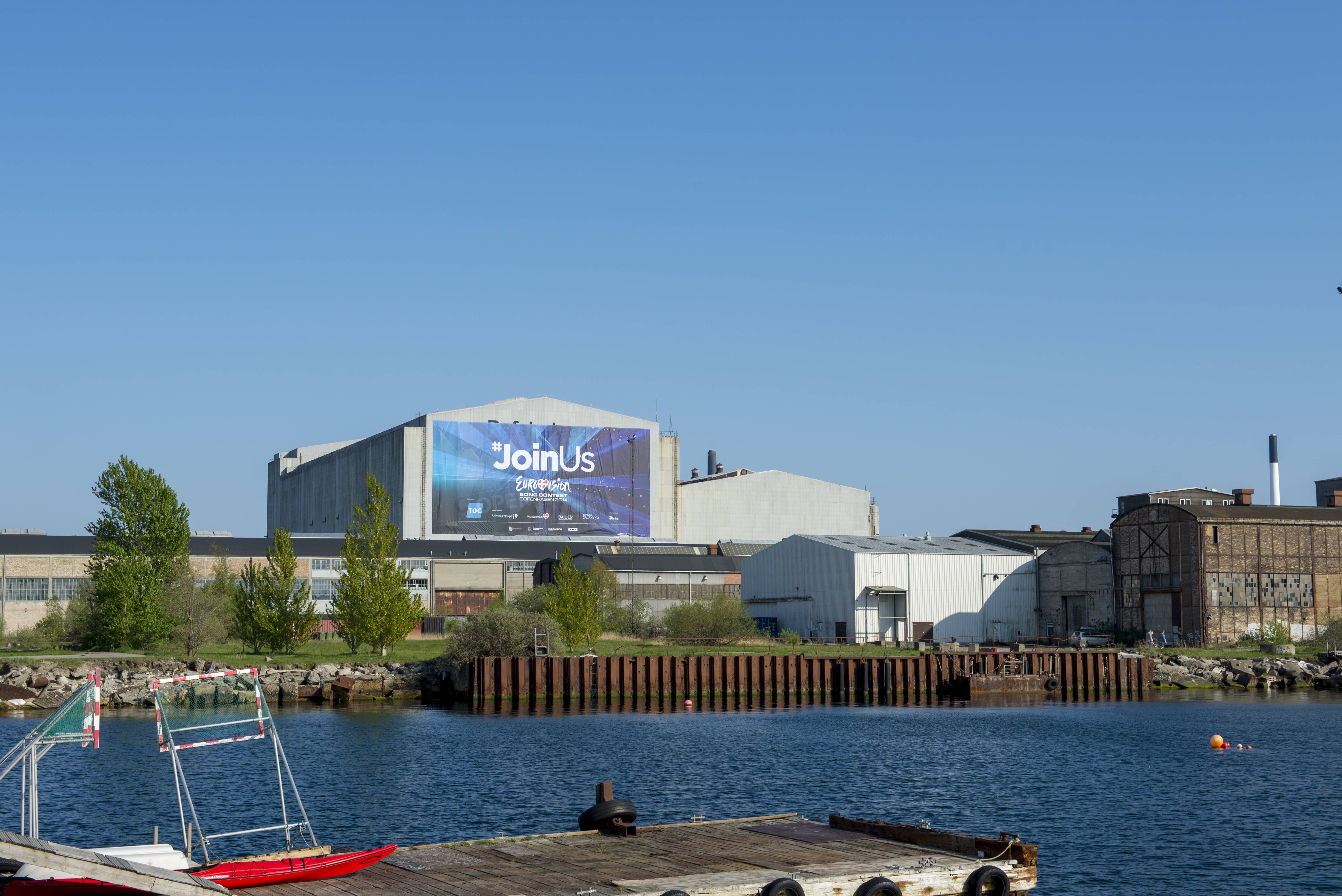
Vista del B&W Hallerne, recinto sede del festival, en la isla de Refshaleøen, Copenhague.

Según confirmó la televisión danesa DR el 20 de mayo de 2013, dos días después de ganar el festival, las ciudades de Copenhague, Herning y Aarhus ya habían presentado inicialmente su candidatura para ser sede del evento. Pero esta última decidió retirarla para dar su apoyo oficial a Herning.
El 22 de mayo las ciudades de Aalborg y Fredericia también anunciaron su interés por albergar el festival, a ambas se unió Horsens al día siguiente. El 17 de junio de 2013, Aalborg retiró su candidatura debido a la escasa capacidad hotelera de la ciudad, y al día siguiente, el 18 de junio, la televisión danesa DR dio por cerrado el período de presentación de candidaturas para encargarse de escoger la futura sede del festival de 2014. Posteriormente, el 20 de junio de 2013, la ciudad de Fredericia tuvo que retirar su candidatura para organizar el evento. La razón esgrimida fue que el auditorio previsto del recinto ferial Messe C, no reunía las condiciones exigidas por la UER para la celebración del certamen, al contener demasiadas columnas en su interior. El 28 de junio de 2013, la DR informó que el Parken Stadion de Copenhague no sería la sede que albergará el festival debido al calendario futbolístico del FC Copenhague y de la selección danesa de fútbol, que juegan como locales en el estadio.

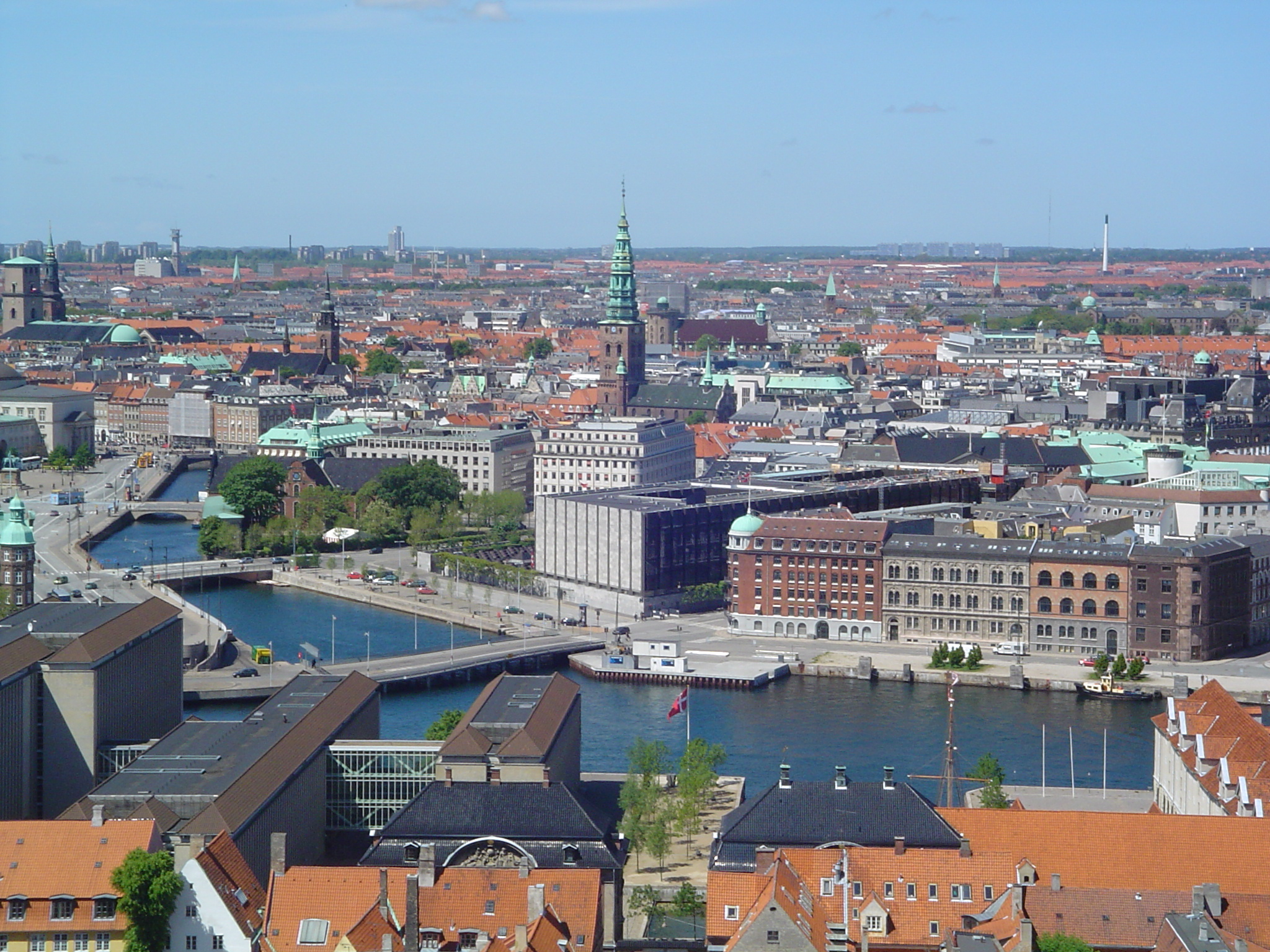
Vista aérea de la ciudad de Copenhague, sede de Eurovisión 2014.

Las tres ciudades candidatas oficiales y las posibles sedes fueron:
| Ciudad     | Sede             | Capacidad       | Información                                                                                         |
| ---------- | ---------------- | --------------- | --------------------------------------------------------------------------------------------------- |
| Copenhague | DR Byen          | 10 000 - 15 000 | Sede central de la televisión danesa DR, donde se instalaría una gran carpa temporal adyacente.     |
| Copenhague | B&W Hallerne     | 10 000          | Antiguo complejo industrial que actualmente sirve de sala de conciertos y otros eventos culturales. |
| Herning    | Jyske Bank Boxen | 15 000          | Inaugurado en octubre de 2010. Acogió el Dansk Melodi Grand Prix en enero de 2013.                  |
| Horsens    | Fængslet         | 13 000          | Antigua prisión que actualmente sirve de lugar de conciertos y otros eventos culturales.            |

Finalmente, el 2 de septiembre de 2013, la emisora DR anunció oficialmente que Copenhague sería la ciudad sede del festival, siendo B&W Hallerne en la isla de Refshaleøen el recinto donde se celebrarían las tres galas, por lo que se llevaron a cabo diversas reformas en el antiguo complejo industrial para su acondicionamiento. En palabras de Pernille Gaardbo, productora ejecutiva del Festival, toda la isla se transformaría en la denominada «Isla de Eurovisión», donde delegaciones, prensa y seguidores pudiesen estar juntos. Cabe destacar que Copenhague celebró el Festival de Eurovisión con anterioridad en dos ocasiones: en 1964 y en 2001. Además, fue sede del especial 50 aniversario del Festival en 2005.
La región de Copenhague, su ayuntamiento y la propia Dinamarca, a través de la cadena pública fundamentalmente, invirtieron en total 32 millones de euros en el festival y en todo lo que le rodea así como para adecuar nuevas zonas de la capital danesa.

### Identidad visual

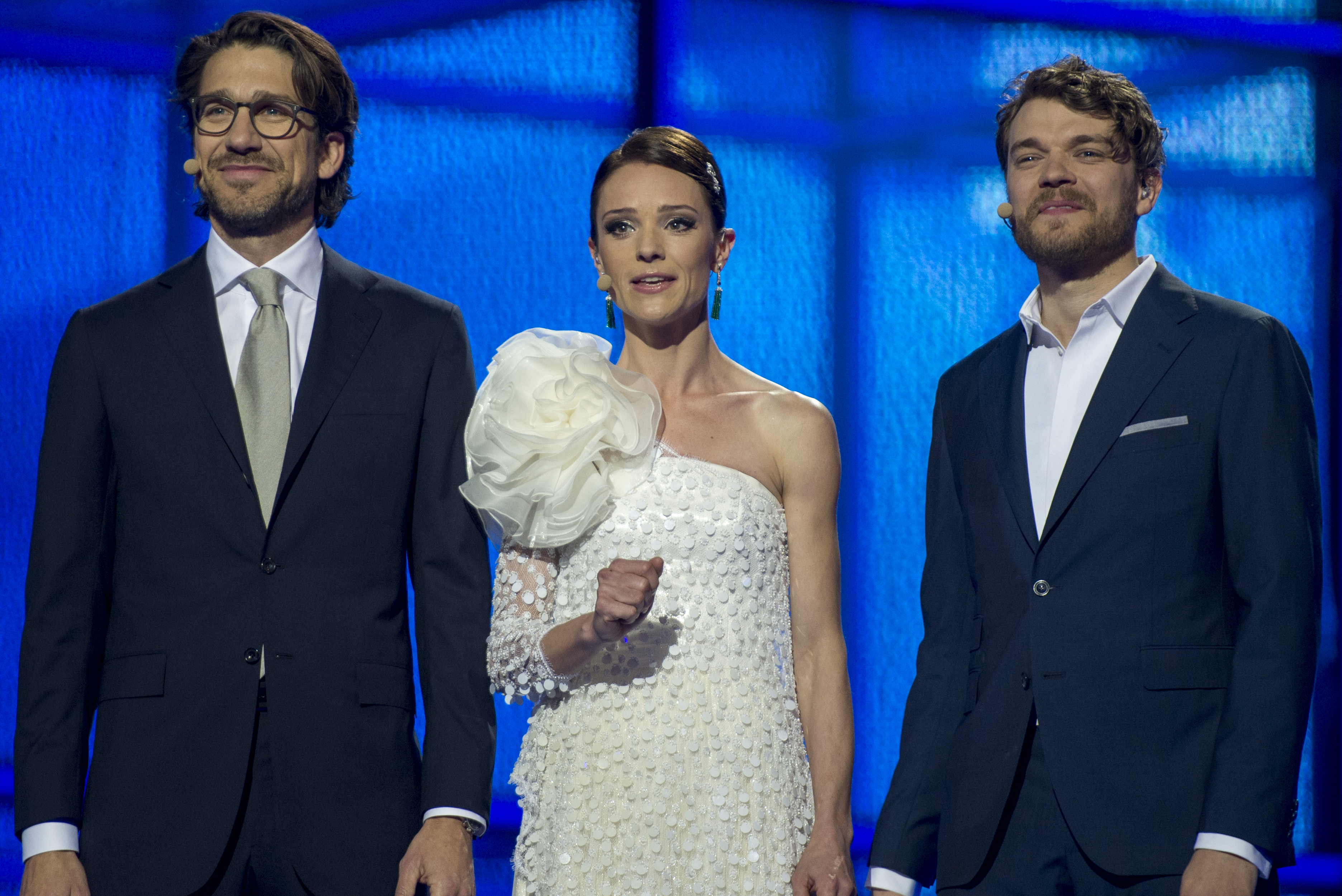
Nikolaj Koppel, Lise Rønne y Pilou Asbæk, presentadores de esta edición 2014.

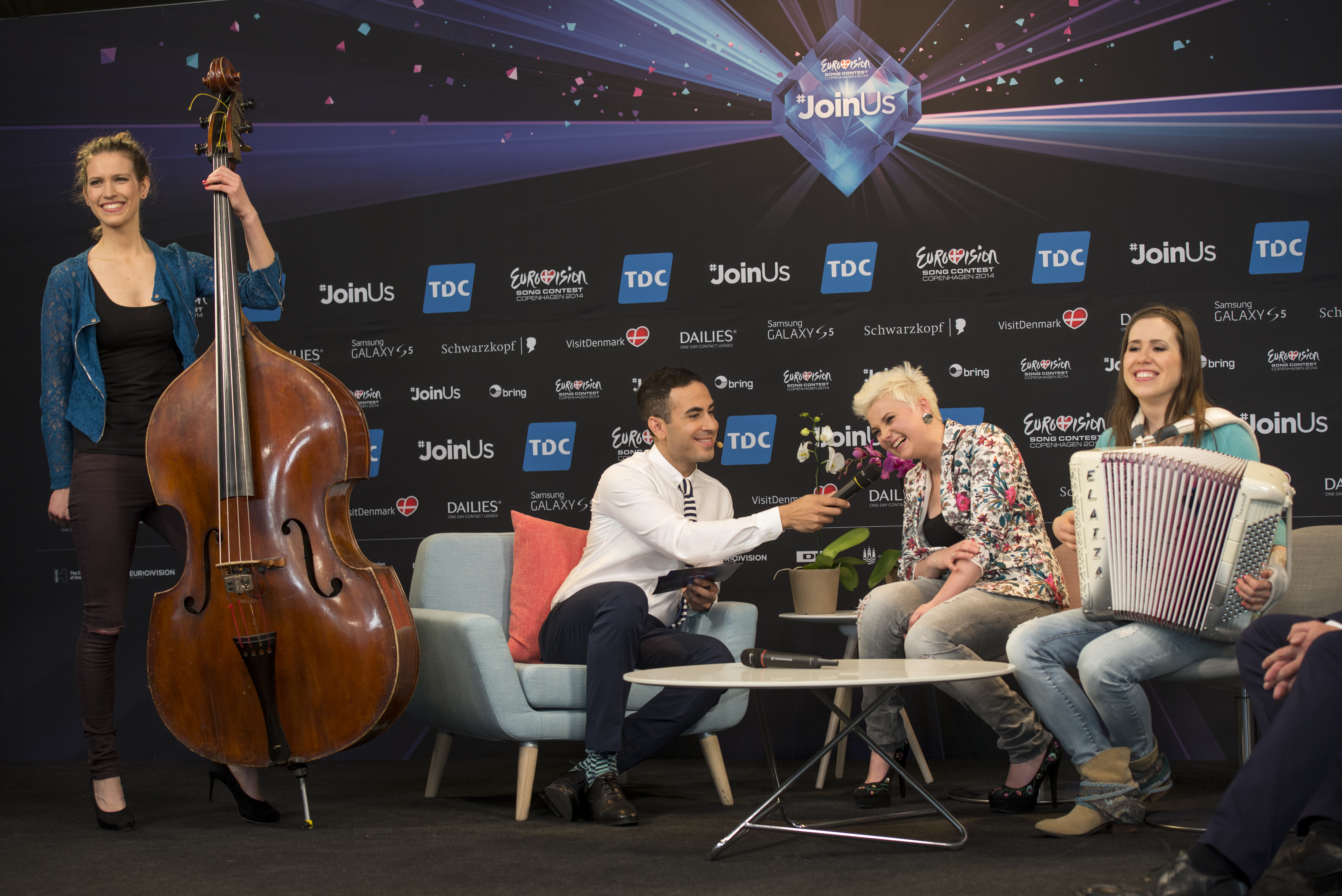
Entrevista con la delegación alemana y en el fondo el logo de esta edición en forma de diamante.

Tal como se realizó en años anteriores, desde la adopción del isotipo genérico de Eurovisión en 2004, la organización de esta edición creó una identidad visual propia para el desarrollo del Festival, la cual fue presentada el 18 de diciembre de 2013. El emblema principal de esta edición fue un diamante, que según los organizadores es un núcleo brillante con muchos lados diferentes, tal como pretenden simbolizar la diversidad y la riqueza del festival. Junto al logo, se utilizó el eslogan «Join us» («Únete a nosotros» en español), estilizado como hashtag («#JoinUs») para promocionar su uso en redes sociales como Twitter. La infografía, la decoración y el merchandising entre otros aspectos giraron en torno a este concepto artístico.
El trabajo de diseño y creación del escenario quedó a cargo de Claus Zier, un conocido escenógrafo en Dinamarca que ya estuvo detrás de la creación de escenarios como el de Factor X Dinamarca, La Voz Dinamarca y el Dansk Melodi Grand Prix. Según palabras del diseñador, el escenario de esta edición estuvo inspirado en la historia del B&W Hallerne como astillero, haciendo patente una mezcla entre lo moderno y lo rústico. El escenario estuvo situado en el centro del complejo como una isla, rodeado de agua y por el público. Según el escenógrafo, Claus Zier, a partir de esta inspiración se recreó un barco, que sería el escenario, y la proa del mismo asciende ante el agua que lo rodeaba.
El escenario se caracterizaba también por un gran cubo, con una estructura recubierta de ledes. En los paneles que cubrían los lados del cubo se proyectaban imágenes, pero se volvían transparente si estaban apagados, dando oportunidad a utilizar solo el gran fondo también de iluminación led. Esta misma tecnología también se utilizó en el suelo del escenario, aunque tecnológicamente más sofisticado. Este tenía la capacidad de reaccionar a la presión si se deseaba, generando grandes posibilidades en las puestas en escena. 3.000 luminarias fueron utilizadas en todo el complejo, 730 de ellas led, abarcando además 1.200 metros cuadrados como fondo, según reveló la televisión danesa. «Este es, de lejos, el mayor fondo de luz en la historia de Dinamarca y uno de los más grandes del mundo», llegó a afirmar Kasper Lange, diseñador de iluminación en el festival, al inicio de la construcción. Por último, tal como ocurrió en la edición de 2012, la denominada Green Room (el lugar donde los artistas esperan los resultados tras su actuación) estuvo situada en medio del recinto entre el público asistente.
Por otro lado, la organización quiso dar un toque más eurovisivo a la división de zonas de gradas en el recinto del festival, por lo que ha nombrado las gradas en homenaje a distintos ganadores escandinavos, desde Grethe & Jørgen Ingmann, ganadores daneses de Eurovisión 1963, hasta la última victoria del país en la anterior edición con Emmelie de Forest. Durante el festival, cada actuación estuvo precedida por un breve vídeo de introducción (conocido como «postcard» o «postal») grabado en el país participante y centrado en el artista, quien con diversos elementos recreaba la bandera y colores de su país.

## Países participantes
La primera lista oficial de participantes se dio a conocer el 9 de enero de 2014, totalizando 36 países inscritos, y dejando la participación de Eslovenia en el aire, a la que se le extendió un plazo de inscripción de diez días adicionales. El 17 de enero este país confirmó su asistencia, cerrando la lista con 37 inscritos. Cabe destacar los retornos de Portugal y Polonia, ausentes desde 2012 y 2011 respectivamente; y por otro lado, las retiradas de Bulgaria, Chipre, Croacia y Serbia.
El 24 de julio de 2013, la cadena pública de Luxemburgo, RTL, confirmó que no participaría en esta edición del Festival debido a un escaso presupuesto que centraba su programación principalmente en la información. No obstante, el país no descartó su regreso en un futuro. Posteriormente, el 1 de septiembre de 2013, Eslovaquia anunció a través de su cuenta oficial de Twitter que se ausentarían por segundo año consecutivo; esta decisión se habría debido a la situación económica en que se encontraban y los malos resultados obtenidos en el certamen. Del mismo modo, la RTVA de Andorra anunció que no volverían al certamen debido a razones económicas y a un bajo presupuesto. Mientras tanto, la emisora 1 FLTV de Liechtenstein informó que no tenían planes de debutar en Eurovision al no ser aun miembros activos de la UER. Días después, Marruecos anunció que por el momento no tienen la intención de regresar al certamen, no descartando la idea de volver algún día. La televisión TMC de Mónaco confirmó que tampoco ese año regresarían al festival, lo mismo que la emisora ČT de la República Checa.
Por un momento la permanencia de Grecia en el festival se encontró en riesgo, toda vez que el 12 de junio de 2013 el Gobierno griego publicó un decreto ley que ordenó el cierre definitivo de la radiotelevisión pública ERT. Esto generó que la UER instara al primer ministro heleno, Antonis Samaras, a utilizar todos sus poderes para revertir inmediatamente este hecho, pues lo contrario implicaba violentar el sistema democrático de Grecia al haberse tomado una decisión sin existir de por medio un debate abierto, democrático e incluyente en el Parlamento, según afirmó la UER. No obstante, meses después se anunció que la cadena ERT sería reemplazada por la nueva televisora NERIT, que se convertiría en miembro activo de la UER. La participación griega fue confirmada posteriormente, contando NERIT con el apoyo de 
la cadena privada MAD TV para organizar su proceso de selección de representante.
El 14 de septiembre de 2013, el director general de la emisora TRT de Turquía, Ibrahim Sahin, anunció que su país no pretendía regresar al festival mientras no se realicen cambios al actual sistema de votación, tal como la eliminación de los jurados nacionales y del Big 5, por lo que hasta que ello no ocurra descartaba un posible retorno.

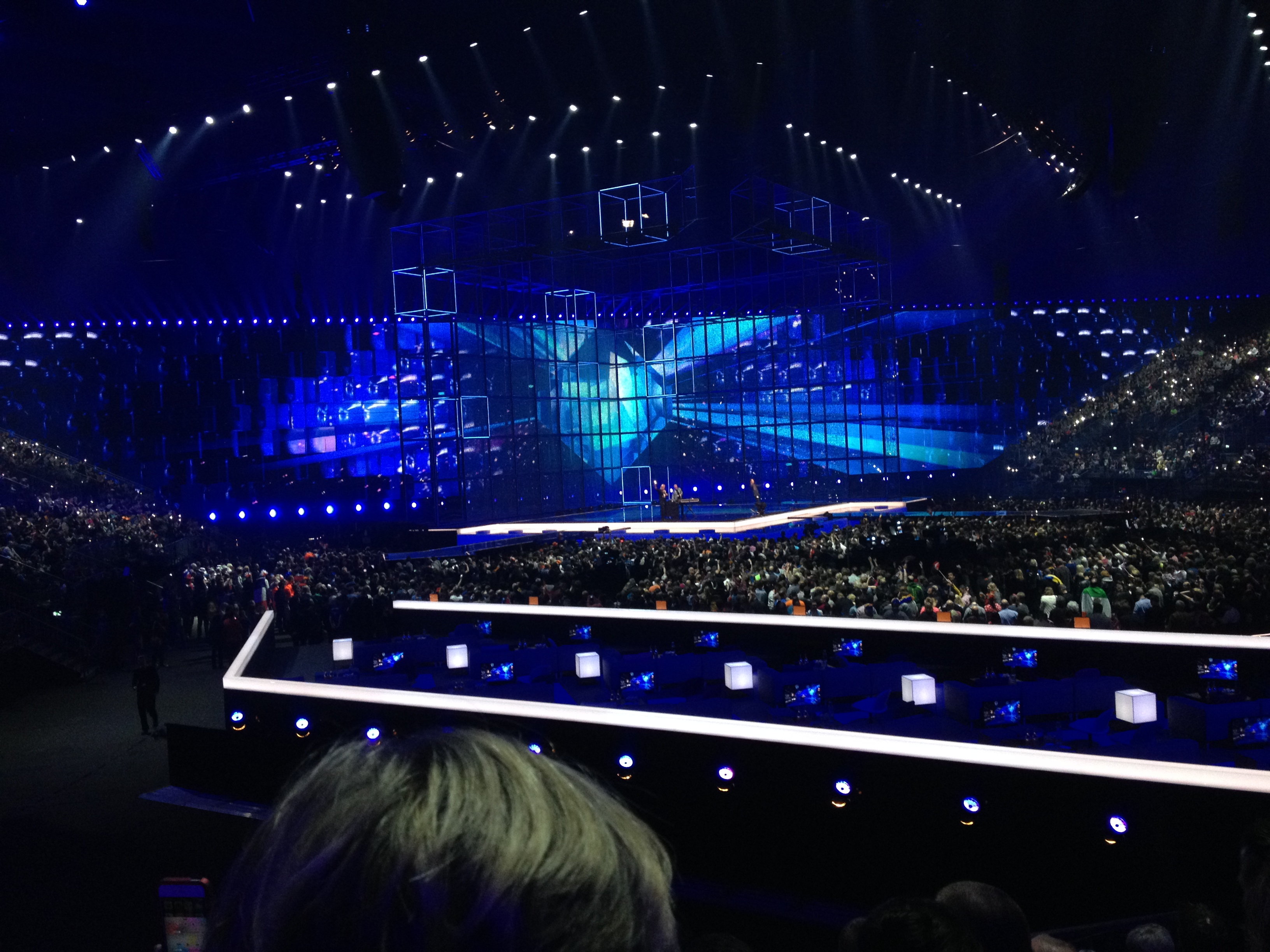
Escenario del B&W Hallerne, recinto sede del festival.

El 19 de septiembre de 2013, la televisión HRT de Croacia anunció su retirada del festival tras 21 apariciones ininterrumpidas; las razones esgrimidas fueron la crisis financiera por la que atravesaba el país y la emisora estatal, así como la crítica pública sobre los costes de participación; sin embargo anunciaron que solo tomarían un descanso por un año prometiendo regresar para el 2015 si las finanzas se lo permitían. Semanas después, la televisión CyBC de Chipre anunció su retirada del certamen debido a los recortes de presupuesto que sufrió el canal por la crisis financiera del país. De igual manera, durante varias semanas la emisora RTS de Serbia llevó a cabo diferentes reuniones a fin de encontrar patrocinadores que hicieran viable su participación e incluso su máximo representante, Aleksandar Tijanić, afirmó en un momento que su país tenía la obligación moral de asistir al certamen; no obstante esto no logró concretarse por lo que tuvieron que anunciar su retiro. Situación parecida ocurrió con Bulgaria y Bosnia y Herzegovina, que si bien en un primer momento confirmaron como probable su asistencia tuvieron que desistir argumentando los altos costos de la cuota de participación y los recortes financieros a la cadena BNT y BHRT, respectivamente.
Por el contrario, la cadena RTP anunció el regreso de Portugal, luego de un paréntesis en el 2013 debido a las dificultades financieras que atravesó el país. De igual manera, la cadena TVP confirmó el retorno de Polonia, después de que en las dos últimas ediciones no pudieran participar por problemas económicos y el esfuerzo que le supuso la organización y cobertura de la Eurocopa 2012 y la transmisión de los Juegos Olímpicos de Londres 2012.

### Canciones y selección
| País y TV             | Título original de la canción           | Artista                     | Proceso y fecha de selección                                                                        |
| País y TV             | Traducción al español                   | Idiomas                     | Proceso y fecha de selección                                                                        |
| --------------------- | --------------------------------------- | --------------------------- | --------------------------------------------------------------------------------------------------- |
| Albania RTSH          | «One Night’s Anger»                     | Hersiana Matmuja            | 52.º Festivali I Këngës, 28-12-2013                                                                 |
| Albania RTSH          | «La ira de una noche»                   | Inglés                      | 52.º Festivali I Këngës, 28-12-2013                                                                 |
| Alemania NDR          | «Is It Right»                           | Elaiza                      | Unser Song für Dänemark, 13-03-2014                                                                 |
| Alemania NDR          | «¿Es correcto?»                         | Inglés                      | Unser Song für Dänemark, 13-03-2014                                                                 |
| Armenia AMPTV         | «Not Alone»                             | Aram Mp3                    | Presentación de canción 14-03-2014 (cantante elegido internamente, 31-12-2013)                      |
| Armenia AMPTV         | «No estás solo»                         | Inglés                      | Presentación de canción 14-03-2014 (cantante elegido internamente, 31-12-2013)                      |
| Austria ORF           | «Rise Like a Phoenix»                   | Conchita Wurst              | Presentación de canción 18-03-2014 (cantante elegido internamente, 10-09-2013)                      |
| Austria ORF           | «Álzate como un fénix»                  | Inglés                      | Presentación de canción 18-03-2014 (cantante elegido internamente, 10-09-2013)                      |
| Azerbaiyán İctimai    | «Start a Fire»                          | Dilara Kazimova             | Boyuk Sehne, 02-03-2014 (presentación de canción, 16-03-2014)                                       |
| Azerbaiyán İctimai    | «Provocar un incendio»                  | Inglés                      | Boyuk Sehne, 02-03-2014 (presentación de canción, 16-03-2014)                                       |
| Bélgica VRT           | «Mother»                                | Axel Hirsoux                | Eurosong, 16-03-2014                                                                                |
| Bélgica VRT           | «Madre»                                 | Inglés                      | Eurosong, 16-03-2014                                                                                |
| Bielorrusia BTRC      | «Cheesecake»                            | TEO                         | Eurofest,10-01-2014                                                                                 |
| Bielorrusia BTRC      | «Tarta de queso»                        | Inglés                      | Eurofest,10-01-2014                                                                                 |
| Dinamarca DR          | «Cliché Love Song»                      | Basim                       | Dansk Melodi Grand Prix 2014, 08-03-2014                                                            |
| Dinamarca DR          | «Típica canción de amor»                | Inglés                      | Dansk Melodi Grand Prix 2014, 08-03-2014                                                            |
| Eslovenia RTVSLO      | «Round & Round»                         | Tinkara Kovač               | EMA 2014, 08-03-2014                                                                                |
| Eslovenia RTVSLO      | «Una y otra vez»                        | Inglés y esloveno           | EMA 2014, 08-03-2014                                                                                |
| España TVE            | «Dancing in the Rain»                   | Ruth Lorenzo                | Mira quién va a Eurovisión, 22-02-2014                                                              |
| España TVE            | «Bailando bajo la lluvia»               | Inglés y español            | Mira quién va a Eurovisión, 22-02-2014                                                              |
| Estonia ERR           | «Amazing»                               | Tanja                       | Eesti Laul 2014, 01-03-2014                                                                         |
| Estonia ERR           | «Increíble»                             | Inglés                      | Eesti Laul 2014, 01-03-2014                                                                         |
| Finlandia YLE         | «Something Better»                      | Softengine                  | Uuden Musiikin Kilpailu 2014, 01-02-2014                                                            |
| Finlandia YLE         | «Algo mejor»                            | Inglés                      | Uuden Musiikin Kilpailu 2014, 01-02-2014                                                            |
| Francia FT3           | «Moustache»                             | Twin Twin                   | Final Nacional, 02-03-2014                                                                          |
| Francia FT3           | «Bigote»                                | Francés, Español e Inglés   | Final Nacional, 02-03-2014                                                                          |
| Georgia GPB           | «Three Minutes to Earth»                | Mariko Ebralidze y The Shin | Presentación de canción 14-03-2014 (cantante elegido internamente, 04-02-2014)                      |
| Georgia GPB           | «Tres minutos a la Tierra»              | Inglés                      | Presentación de canción 14-03-2014 (cantante elegido internamente, 04-02-2014)                      |
| Grecia NERIT          | «Rise Up»                               | Freaky Fortune y Riskykidd  | Eurosong 2014 - a MAD show, 11-03-2014                                                              |
| Grecia NERIT          | «Álzate»                                | Inglés                      | Eurosong 2014 - a MAD show, 11-03-2014                                                              |
| Hungría MTV           | «Running»                               | Kállay-Saunders             | A Dal 2014, 22-02-2014                                                                              |
| Hungría MTV           | «Corriendo»                             | Inglés                      | A Dal 2014, 22-02-2014                                                                              |
| Irlanda RTÉ           | «Heartbeat»                             | Can-Linn feat. Kasey Smith  | The Late Late Show Eurosong, 28-02-2014                                                             |
| Irlanda RTÉ           | «Latido»                                | Inglés                      | The Late Late Show Eurosong, 28-02-2014                                                             |
| Islandia RÚV          | «No prejudices»                         | Pollapönk                   | Söngvakeppni Sjónvarpsins 2014, 15-02-2014                                                          |
| Islandia RÚV          | «Sin prejuicios»                        | Inglés                      | Söngvakeppni Sjónvarpsins 2014, 15-02-2014                                                          |
| Israel IBA            | «Same Heart»                            | Mei Finegold                | Camino a Copenhague 2014 (elección de tema), 05-03-2014 (cantante elegido internamente, 11-01-2014) |
| Israel IBA            | «Mismo corazón»                         | Inglés y hebreo             | Camino a Copenhague 2014 (elección de tema), 05-03-2014 (cantante elegido internamente, 11-01-2014) |
| Italia RAI            | «La mia città»                          | Emma Marrone                | Elección interna, 22-01-2014                                                                        |
| Italia RAI            | «Mi ciudad»                             | Italiano                    | Elección interna, 22-01-2014                                                                        |
| Letonia LTV           | «Cake to Bake»                          | Aarzemnieki                 | Dziesma 2014, 22-02-2014                                                                            |
| Letonia LTV           | «Pastel que hornear»                    | Inglés                      | Dziesma 2014, 22-02-2014                                                                            |
| Lituania LRT          | «Attention»                             | Vilija Matačiūnaitė         | Eurovizijos, 01-03-2014                                                                             |
| Lituania LRT          | «Atención»                              | Inglés                      | Eurovizijos, 01-03-2014                                                                             |
| Macedonia (ARY) MKRTV | «To the Sky»                            | Tijana Dapčević             | Presentación de canción 22-02-2014 (cantante elegida internamente, 28-08-2013)                      |
| Macedonia (ARY) MKRTV | «Al cielo»                              | Inglés                      | Presentación de canción 22-02-2014 (cantante elegida internamente, 28-08-2013)                      |
| Malta PBS             | «Coming Home»                           | Firelight                   | Malta Song For Europe, 08-02-2014                                                                   |
| Malta PBS             | «Volver a casa»                         | Inglés                      | Malta Song For Europe, 08-02-2014                                                                   |
| Moldavia TRM          | «Wild Soul»                             | Cristina Scarlat            | O Melodie Pentru Europa 2014, 15-03-2014                                                            |
| Moldavia TRM          | «Alma salvaje»                          | Inglés                      | O Melodie Pentru Europa 2014, 15-03-2014                                                            |
| Montenegro RTCG       | «Moj svijet»                            | Sergej Ćetković             | Presentación de canción 09-03-2014 (cantante elegido internamente, 19-11-2013)                      |
| Montenegro RTCG       | «Mi mundo»                              | Montenegrino                | Presentación de canción 09-03-2014 (cantante elegido internamente, 19-11-2013)                      |
| Noruega NRK           | «Silent storm»                          | Carl Espen                  | Melodi Grand Prix 2014, 15-03-2014                                                                  |
| Noruega NRK           | «Tormenta silenciosa»                   | Inglés                      | Melodi Grand Prix 2014, 15-03-2014                                                                  |
| Países Bajos AVROTROS | «Calm After the Storm»                  | The Common Linnets          | Presentación de canción, 12-03-2014 (cantante elegido internamente, 25-11-2013)                     |
| Países Bajos AVROTROS | «Calma tras la tormenta»                | Inglés                      | Presentación de canción, 12-03-2014 (cantante elegido internamente, 25-11-2013)                     |
| Polonia TVP           | «My Słowianie (Slavic girls)»           | Donatan y Cleo              | Elección interna, 25-02-2014                                                                        |
| Polonia TVP           | «Nosotros los eslavos (Chicas eslavas)» | Polaco e inglés             | Elección interna, 25-02-2014                                                                        |
| Portugal RTP          | «Quero Ser Tua»                         | Suzy                        | Festival da Canção, 15-03-2014                                                                      |
| Portugal RTP          | «Quiero ser tuya»                       | Portugués                   | Festival da Canção, 15-03-2014                                                                      |
| Reino Unido BBC       | «Children of the Universe»              | Molly                       | Elección interna,03-03-2014                                                                         |
| Reino Unido BBC       | «Hijos del universo»                    | Inglés                      | Elección interna,03-03-2014                                                                         |
| Rumanía TVR           | «Miracle»                               | Ovi y Paula Seling          | Selecţia Naţionala 2014, 01-03-2014                                                                 |
| Rumanía TVR           | «Milagro»                               | Inglés                      | Selecţia Naţionala 2014, 01-03-2014                                                                 |
| Rusia RTR             | «Shine»                                 | Hermanas Tolmachovy         | Presentación de canción, 19-03-2014 (cantante elegido internamente, 08-03-2014)                     |
| Rusia RTR             | «Brilla»                                | Inglés                      | Presentación de canción, 19-03-2014 (cantante elegido internamente, 08-03-2014)                     |
| San Marino SMRTV      | «Maybe»                                 | Valentina Monetta           | Presentación de canción 14-03-2014 (cantante elegido internamente, 19-06-2013)                      |
| San Marino SMRTV      | «Quizás»                                | Inglés                      | Presentación de canción 14-03-2014 (cantante elegido internamente, 19-06-2013)                      |
| Suecia SVT            | «Undo»                                  | Sanna Nielsen               | Melodifestivalen 2014, 08-03-2014                                                                   |
| Suecia SVT            | «Deshaz»                                | Inglés                      | Melodifestivalen 2014, 08-03-2014                                                                   |
| Suiza SSR SRG         | «Hunter of stars»                       | Sebalter                    | Die Grosse Entscheidungsshow 2014, 01-02-2014                                                       |
| Suiza SSR SRG         | «Cazador de estrellas»                  | Inglés                      | Die Grosse Entscheidungsshow 2014, 01-02-2014                                                       |
| Ucrania NTU           | «Tick-Tock»                             | Maria Yaremchuk             | Yevrobachennya 2014, 21-12-2013                                                                     |
| Ucrania NTU           | -                                       | Inglés                      | Yevrobachennya 2014, 21-12-2013                                                                     |

1. ↑  Bielorrusia: el país tuvo que cambiar una parte de la letra debido a que mencionaba la marca registrada Google Maps, hecho terminantemente prohibido en las reglas del festival.[83]
2. ↑  Grecia: por segunda vez en la historia del país en el Festival de la Canción de Eurovisión, la final nacional fue organizada por un canal de televisión privado, MAD TV, que colaboró con NERIT y cubrió todos los gastos de producción de la entrada y de la delegación en Copenhague.[112]

#### Artistas que regresan

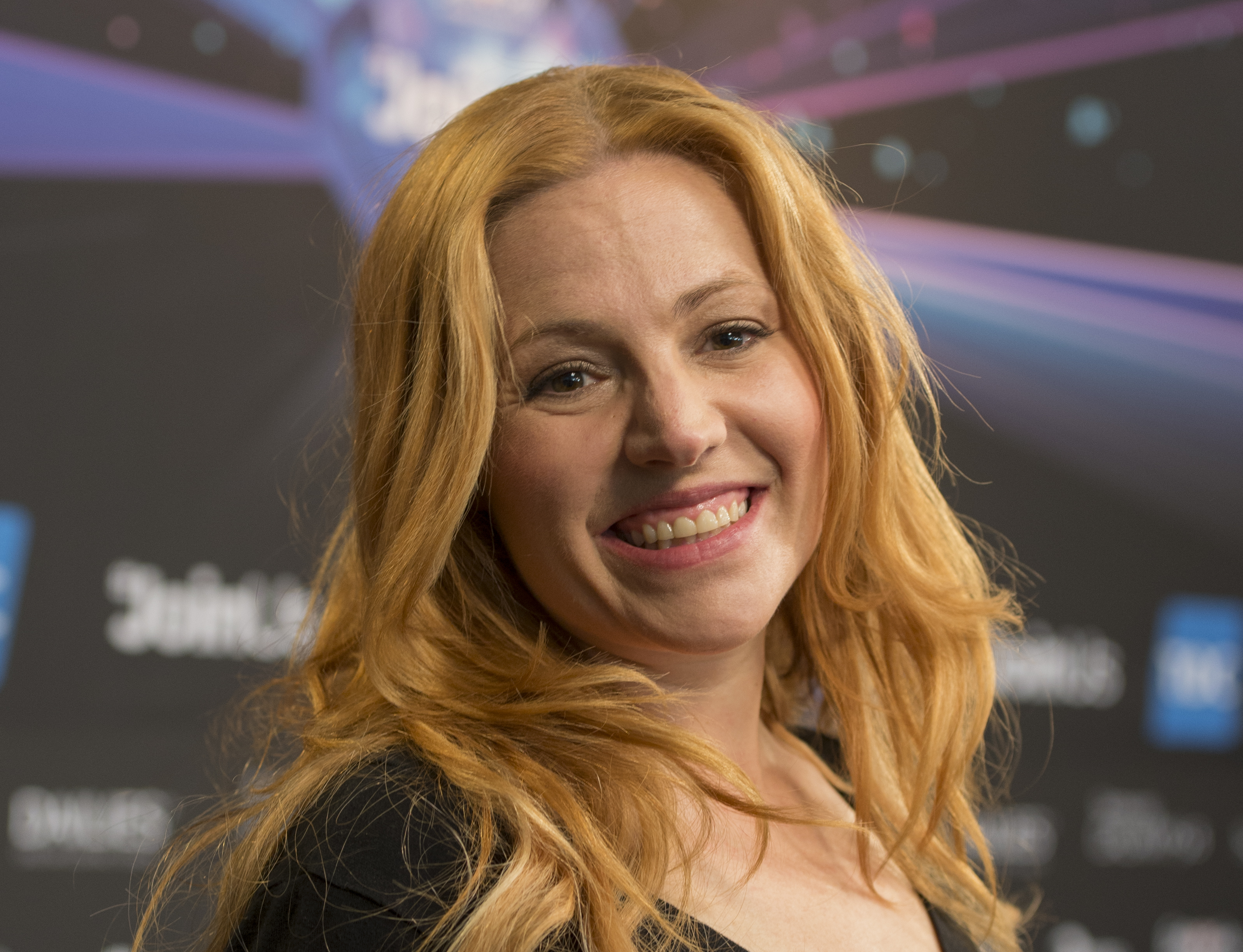
En su tercera participación consecutiva, la sanmarinense Valentina Monetta logró la primera clasificación de su país a la final de Eurovisión.

- Ovi y Paula Seling: ambos representaron a Rumanía en la edición 2010 con la canción "Playing with Fire", con la que obtuvieron el tercer lugar e igualaron la mejor posición de Rumanía hasta la fecha.
- Hermanas Tolmachovy: representaron a Rusia en el Festival de la Canción de Eurovisión Junior 2006 con la canción "Vesenniy Jazz" alzándose con el triunfo. Se convierten en las primeras ganadoras del festival infantil que concursan en la versión adulta de Eurovisión.
- Valentina Monetta: representó a San Marino en la edición 2012 y 2013 del festival con la canción "The social network song (oh oh-uh-oh oh)" y "Crisalide (Vola)" respectivamente, no logrando clasificarse con ninguna a la Final. El 19 de junio fue elegida internamente por la SMRTV. Con su tercera participación se convirtió en la cuarta concursante que representa a su país en tres ediciones consecutivas, al igual que Lys Assia por Suiza (1956-1958), Corry Brokken por Países Bajos (1956-1958) y Udo Jürgens por Austria (1964-1966), los tres ganadores del festival.[184]
- Sarunas Kirdeikis: Participó en 2010 como miembro de InCulto. Ahora regresa como bailarín de la representante lituana, Vilija.
- Mey Green: Participó como corista en la puesta en escena de España en la edición de 2012 con la canción Quédate conmigo de Pastora Soler y en la actuación de El Sueño de Morfeo con Contigo hasta el final en 2013. Participa de nueva cuenta en la puesta en escena española.

#### Idiomas
De los 37 temas participantes, 29 fueron interpretados en inglés, mientras que solamente 3 utilizaron únicamente idiomas propios, distintos del inglés, que fueron italiano, montenegrino y portugués. Eslovenia combinó el esloveno con el inglés, España el inglés con el español, Israel el inglés con el hebreo y Polonia el polaco con el inglés. La canción francesa estaba en francés, pero contenía frases en español.

#### Autores destacados
Entre las 37 canciones en esta edición, hay dos compuestos por autores de temas ganadores de Eurovisión. Una vez más participó Ralph Siegel como autor de la propuesta de San Marino, siendo considerado el autor más prolífico de la historia del festival con un total de 22 temas presentados, ganando en 1982 por Alemania ("Ein bißchen Frieden" por Nicole). Asimismo, la canción de Azerbaiyán fue compuesta entre otros por Stefan Örn, compositor del tema ganador de la edición 2011, "Running Scared", así como del tema azerí de 2010.
Entre otros destacados compositores se encuentran Fredrik Kempe, quien escribió las canciones suecas de 2008, 2009, 2011 y de esta edición; además, también compuso la entrada de Noruega en el 2010. Rafael Artesero quien es autor de la canción de Bélgica y en el 2011 lo fue de la candidatura española. Y fuera del ámbito eurovisivo se encuentra Jim Irvin, quien ha trabajado con figuras internacionales como Lana del Rey o David Guetta y esta vez fue coautor de la propuesta española, al igual que Julian Emery, productor principal del grupo británico McFly.

### Sorteo de semifinales
El 24 de noviembre de 2013, los organizadores del festival decidieron que Suecia y Noruega participasen en semifinales diferentes, para así poder asegurar una disponibilidad de entradas para los países vecinos. Un sorteo realizado en las oficinas de la UER en Ginebra, Suiza determinó que Suecia actuase en la primera semifinal y Noruega lo hiciese en la segunda semifinal. Posteriormente, se decidió que Israel participase en la segunda semifinal por la coincidencia de la primera con una festividad religiosa. Al resto de países se les asignará su semifinal en un sorteo que se celebró el 20 de enero de 2014. En el mismo se determinó también la aparición del país, es decir, si actuaban en la primera o segunda mitad de sus respectivas semifinales. Para ello los seis bombos y las semifinales quedaron dispuestos de la siguiente manera:
| Bombo 0                     | Bombo 1                                                      | Bombo 2                                               | Bombo 3                                                | Bombo 4                                               | Bombo 5                                    | Bombo 6                                 |
| --------------------------- | ------------------------------------------------------------ | ----------------------------------------------------- | ------------------------------------------------------ | ----------------------------------------------------- | ------------------------------------------ | --------------------------------------- |
| - Suecia - Noruega - Israel | - Albania - Eslovenia - Macedonia (ARY) - Montenegro - Suiza | - Estonia - Finlandia - Islandia - Letonia - Lituania | - Azerbaiyán - Bielorrusia - Georgia - Rusia - Ucrania | - Armenia - Bélgica - Grecia - Irlanda - Países Bajos | - Austria - Hungría - Polonia - San Marino | - Malta - Moldavia - Portugal - Rumania |

| \| 1.ª semifinal 6 de mayo de 2014 \| 1.ª semifinal 6 de mayo de 2014 \| 2.ª semifinal 8 de mayo de 2014 \| 2.ª semifinal 8 de mayo de 2014 \| \| ---------------------------------------------------------------- \| ---------------------------------------------------------------------------- \| --------------------------------------------------------------------- \| ------------------------------------------------------------ \| \| Suecia Albania Islandia Rusia Letonia Azerbaiyán Armenia Estonia \| Bélgica Hungría Moldavia Montenegro San Marino Portugal Ucrania Países Bajos \| Noruega Israel Georgia Austria Lituania Polonia Malta Macedonia (ARY) \| Finlandia Irlanda Rumania Eslovenia Bielorrusia Grecia Suiza \| \| Con derecho a voto: España Francia Dinamarca \| Con derecho a voto: España Francia Dinamarca \| Con derecho a voto: Alemania Italia Reino Unido \| Con derecho a voto: Alemania Italia Reino Unido \| |                                                                              |                                                                       |                                                              |
| 1.ª semifinal 6 de mayo de 2014 | 1.ª semifinal 6 de mayo de 2014                                              | 2.ª semifinal 8 de mayo de 2014                                       | 2.ª semifinal 8 de mayo de 2014                              |
| Suecia Albania Islandia Rusia Letonia Azerbaiyán Armenia Estonia | Bélgica Hungría Moldavia Montenegro San Marino Portugal Ucrania Países Bajos | Noruega Israel Georgia Austria Lituania Polonia Malta Macedonia (ARY) | Finlandia Irlanda Rumania Eslovenia Bielorrusia Grecia Suiza |
| Con derecho a voto: España Francia Dinamarca | Con derecho a voto: España Francia Dinamarca                                 | Con derecho a voto: Alemania Italia Reino Unido                       | Con derecho a voto: Alemania Italia Reino Unido              |

## Festival

### Cambio de reglas
El 20 de septiembre de 2013, la UER hizo pública una nueva normativa en vigor a partir de esta edición, la cual fue aprobada por unanimidad por todos sus miembros como por el Grupo de Referencia del Festival. Según el nuevo ordenamiento, los nombres de todos los miembros electos para cada jurado nacional fueron dados a conocer el 1 de mayo previo al Festival. Asimismo, la UER publicó la clasificación y votación final presentada por cada miembro individual de los jurados nacionales una vez terminada la gran final. De esta manera, se conocieron tanto los resultados desglosados de la votación del jurado, como los del televoto en cada país. Por otro lado, los profesionales de la industria musical que fueran a formar parte del jurado, solo podrían formar parte del mismo siempre y cuando no hayan sido ya miembros integrantes en alguna de las dos ediciones anteriores.

Estos cambios, introducidos tras distintas acusaciones de manipulaciones en la votación en la edición de 2013, se han implantado, en palabras de Jon Ola Sand, Supervisor Ejecutivo del Concurso, "con el fin que los países participantes estén seguros de la transparencia del certamen y para que los espectadores y los aficionados sepan que se hará todo lo posible para asegurar un resultado justo, estos cambios muestran que el Festival de Eurovisión es una tradición en constante evolución, que continúa adaptándose al espíritu de los tiempos que corren".
Junto a los cambios en el jurado, el Grupo de Referencia de la UER anunció la aprobación de una nueva normativa según el cual si antes, durante o después del Festival se detectaran irregularidades en la votación popular por parte de un país participante, la UER podría iniciar automáticamente un procedimiento sancionador que, en caso de ser demostrado, podría provocar hasta la expulsión de dicha nación durante un máximo de tres años consecutivos. 
 Igualmente, estas disposiciones se aplicarían para las emisoras nacionales, quienes responderán solidariamente por tales actos, con la finalidad de que estos últimos tengan la tarea de prevenir el voto fraudulento hacia su candidatura. Frank Dieter Freiling, presidente del Grupo de Referencia de la UER, manifestó: "Al mismo tiempo que los clubes de fútbol son responsables de los comportamientos de sus fans, se ha determinado que las televisiones participantes en Eurovisión sean también responsables".

### Semifinales
La primera semifinal se realizó el 6 de mayo de 2014 y la segunda el 8 de mayo siguiente. Tal como en las ediciones previas, los diez clasificados de ambas semifinales se unieron en la Final al país anfitrión (Dinamarca) y al Big 5 (Alemania, España, Francia, Italia y Reino Unido).
Los productores de la televisión anfitriona DR elaboraron, tras la aprobación del Grupo de Referencia y el supervisor ejecutivo de la UER Jon Ola Sand, el orden de actuación de las dos semifinales de esta edición.

#### Semifinal 1
La primera semifinal del Festival de la Canción de Eurovisión 2014, se celebró el martes 6 de mayo (21:00 horas CET). 16 países participaron en este evento, en busca de uno de los 10 puestos para la final. Un total de 19 países tuvieron derecho a voto en este semifinal: los 16 participantes más España, Francia y Dinamarca, quienes ya se encontraban clasificados directamente a la final.
La canción «Calm After The Storm» de The Common Linnets obtuvo el primer lugar en la semifinal con 150 puntos, siendo la primera vez que los Países Bajos lo consigue. El desglose reafirmó la victoria de este país tanto para los jurados como para la votación del público. La propuesta neerlandesa fue seguida en los resultados por los temas de Suecia, Hungría, Armenia y Ucrania, todos ellos favoritos en esta edición y que al final obtuvieron puntajes muy cercanos a los ganadores. 
En el sexto lugar, a más de 40 puntos de distancia de la canción ucraniana, quedó el tema de las Hermanas Tolmachovy, representantes de Rusia. Ellas fueron abucheadas por el público presente en el B&W Hallerne debido al conflicto entre Ucrania y Rusia.
Como hecho relevante de esta semifinal fue la clasificación de San Marino y Montenegro, quienes consiguieron por primera vez en su historia el pase a la final del sábado. Valentina Monetta, en su tercer intento consecutivo, y Sergej Ćetković lograron convencer a los jurados y el televoto europeo. La primera lo ha hecho con «Maybe», una balada de corte clásico del veterano compositor eurovisivo Ralph Siegel, y el segundo con la balada tradicional balcánica «Moj Svijet». El cuadro de clasificados lo completaron Azerbaiyán e Islandia.

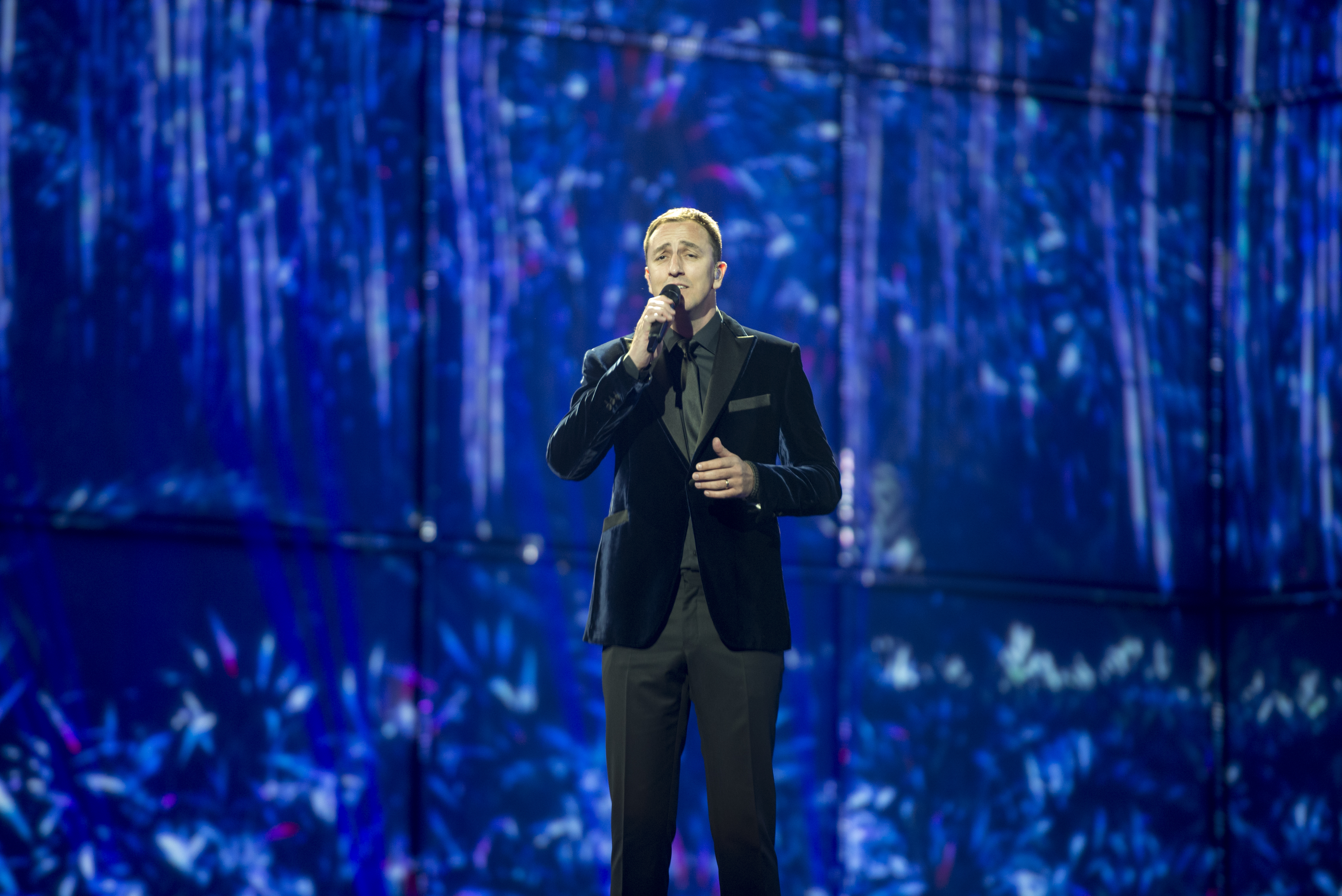
Montenegro, de la mano de Sergej Ćetković, se clasificó por primera vez a la Final de Eurovisión.

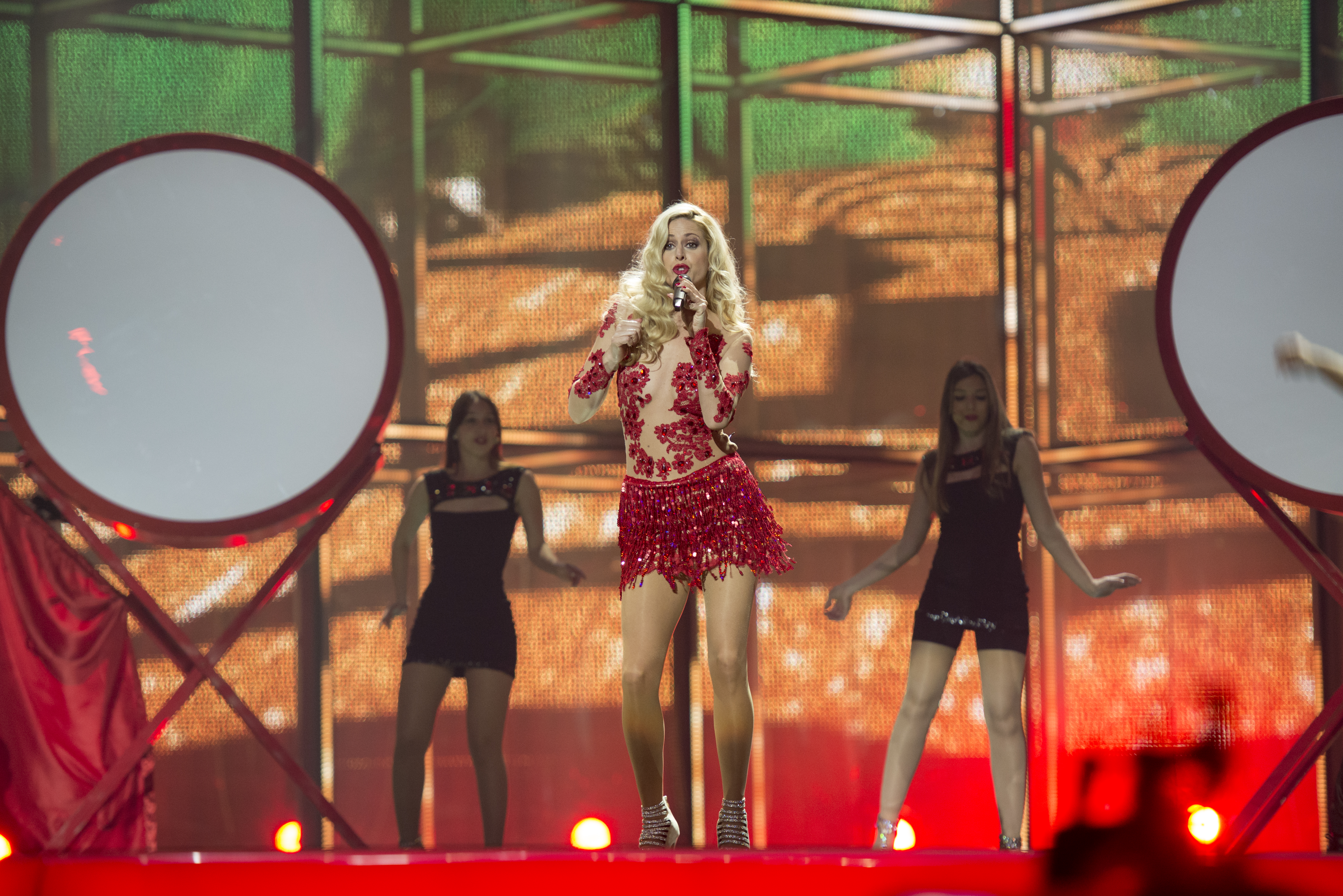
La portuguesa Suzy quedó en el 11.º lugar, a un solo punto de la Final.

| N.º | País         | Intérprete(s)       | Canción                | Lugar | Pts. |
| --- | ------------ | ------------------- | ---------------------- | ----- | ---- |
| 01  | Armenia      | Aram Mp3            | «Not Alone»            | 4     | 121  |
| 02  | Letonia      | Aarzemnieki         | «Cake to Bake»         | 13    | 33   |
| 03  | Estonia      | Tanja               | «Amazing»              | 12    | 36   |
| 04  | Suecia       | Sanna Nielsen       | «Undo»                 | 2     | 131  |
| 05  | Islandia     | Pollapönk           | «No Prejudices»        | 8     | 61   |
| 06  | Albania      | Hersiana Matmuja    | «One Night’s Anger»    | 15    | 22   |
| 07  | Rusia        | Hermanas Tolmachovy | «Shine»                | 6     | 63   |
| 08  | Azerbaiyán   | Dilara Kazimova     | «Start a Fire!»        | 9     | 57   |
| 09  | Ucrania      | Maria Yaremchuk     | «Tick-Tock»            | 5     | 118  |
| 10  | Bélgica      | Axel Hirsoux        | «Mother»               | 14    | 28   |
| 11  | Moldavia     | Cristina Scarlat    | «Wild Soul»            | 16    | 13   |
| 12  | San Marino   | Valentina Monetta   | «Maybe»                | 10    | 40   |
| 13  | Portugal     | Suzy                | «Quero Ser Tua»        | 11    | 39   |
| 14  | Países Bajos | The Common Linnets  | «Calm After the Storm» | 1     | 150  |
| 15  | Montenegro   | Sergej Ćetković     | «Moj svijet»           | 7     | 63   |
| 16  | Hungría      | Kállay-Saunders     | «Running»              | 3     | 127  |

#### Semifinal 2
La segunda semifinal del Festival de la Canción de Eurovisión 2014, se celebró el jueves 8 de mayo (21:00 horas CET). Quince países participaron en este evento, en busca de uno de los diez puestos para la final. Un total de 18 países tuvieron derecho a voto en este semifinal: los quince participantes más Alemania, Italia y Reino Unido, quienes ya se encontraban clasificados directamente a la final.
Durante el acto de intervalo de la segunda semifinal, Australia tuvo una participación simbólica en el Festival en homenaje a la transmisión realizada por años del Festival en dicho país a través de la cadena SBS. Su representante fue la cantante australiana Jessica Mauboy quien interpretó una canción original llamada "Sea of Flags", compuesto por los músicos y productores The Potbelleez eIlan Kidron. Según afirmó la UER y la organización de la DR, el canal público anfitrión, el país oceánico ya había preguntado en varias ocasiones cómo formar parte de la superproducción. "Han preguntado varias veces si podían participar, porque aman el festival. Así, este año les hemos dado el permiso de que hagan suyo el escenario y demostrarnos de qué son capaces", explicó Mikke Bech, jefe creativo de Copenhague 2014.
"Rise Like a Phoenix", el tema interpretado por la austríaca Conchita Wurst, obtuvo el primer lugar en la semifinal, al conquistar 169 puntos y 7 máximas puntuaciones, otorgándole a Austria su primera victoria en una semifinal. El podio lo acompletaron el tema electro-pop "Miracle" de Paula Seling y Ovi de Rumania que consiguió el segundo lugar y el tercero se lo llevó el grupo Softengine, representantes de Finlandia.
Destacó el pase de Polonia a la final, algo que no sucedía desde el 2008; Mientras que Eslovenia, Suiza y la ganadora no actuaban en la gala de sábado desde que lo hicieron en 2011. El cuadro de finalistas lo completaron los favoritos Noruega y Grecia junto con las sorpresas de Malta y Bielorrusia. Otra sorpresa que se dio fue la derrota de Mei Finegold, quien representaba a Israel, al quedar con solo 19 puntos en el 14° lugar, siendo una de las favoritas para avanzar a la siguiente ronda.

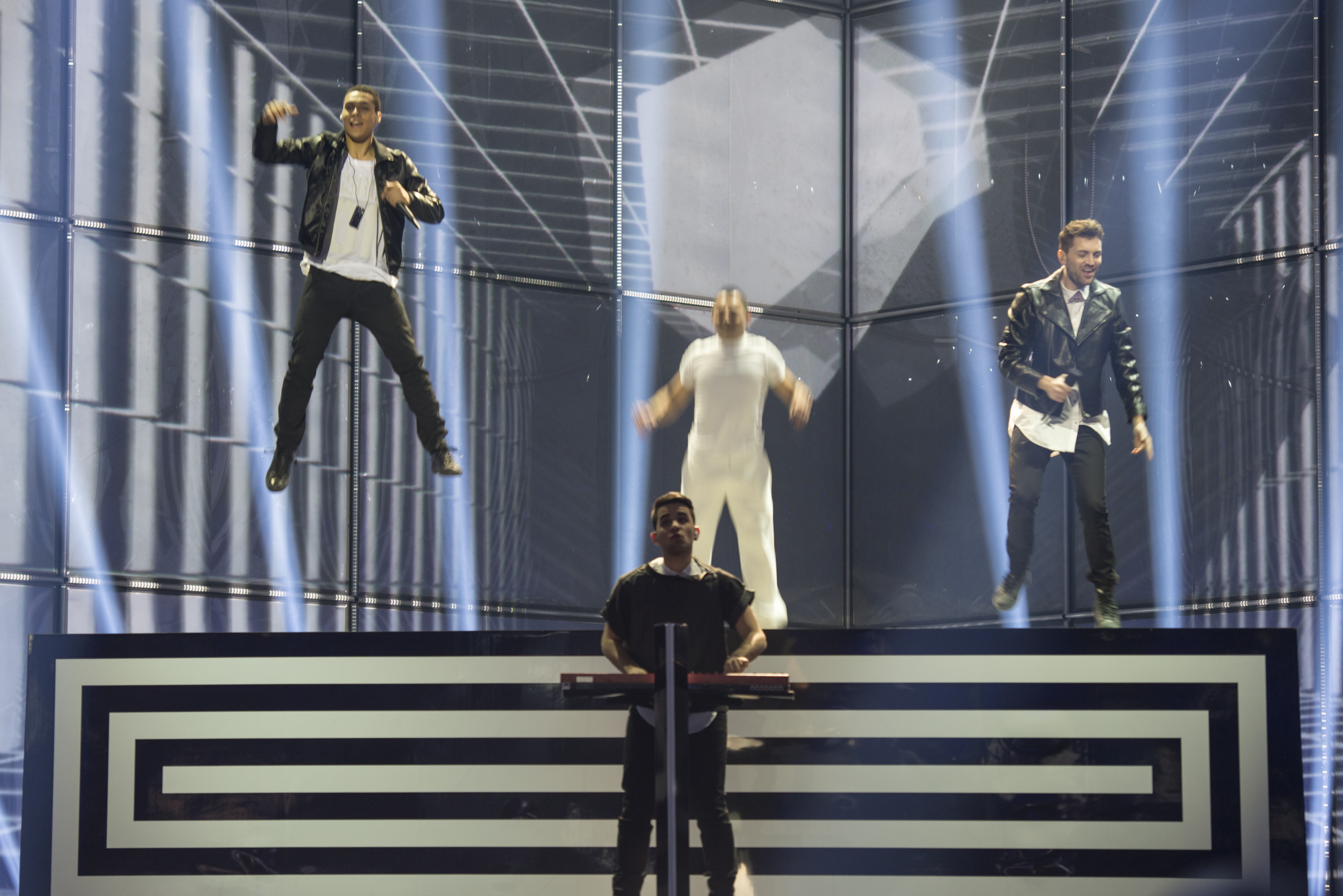
El grupo Freaky Fortune & Riskykidd de Grecia durante la segunda semifinal de Eurovisión.

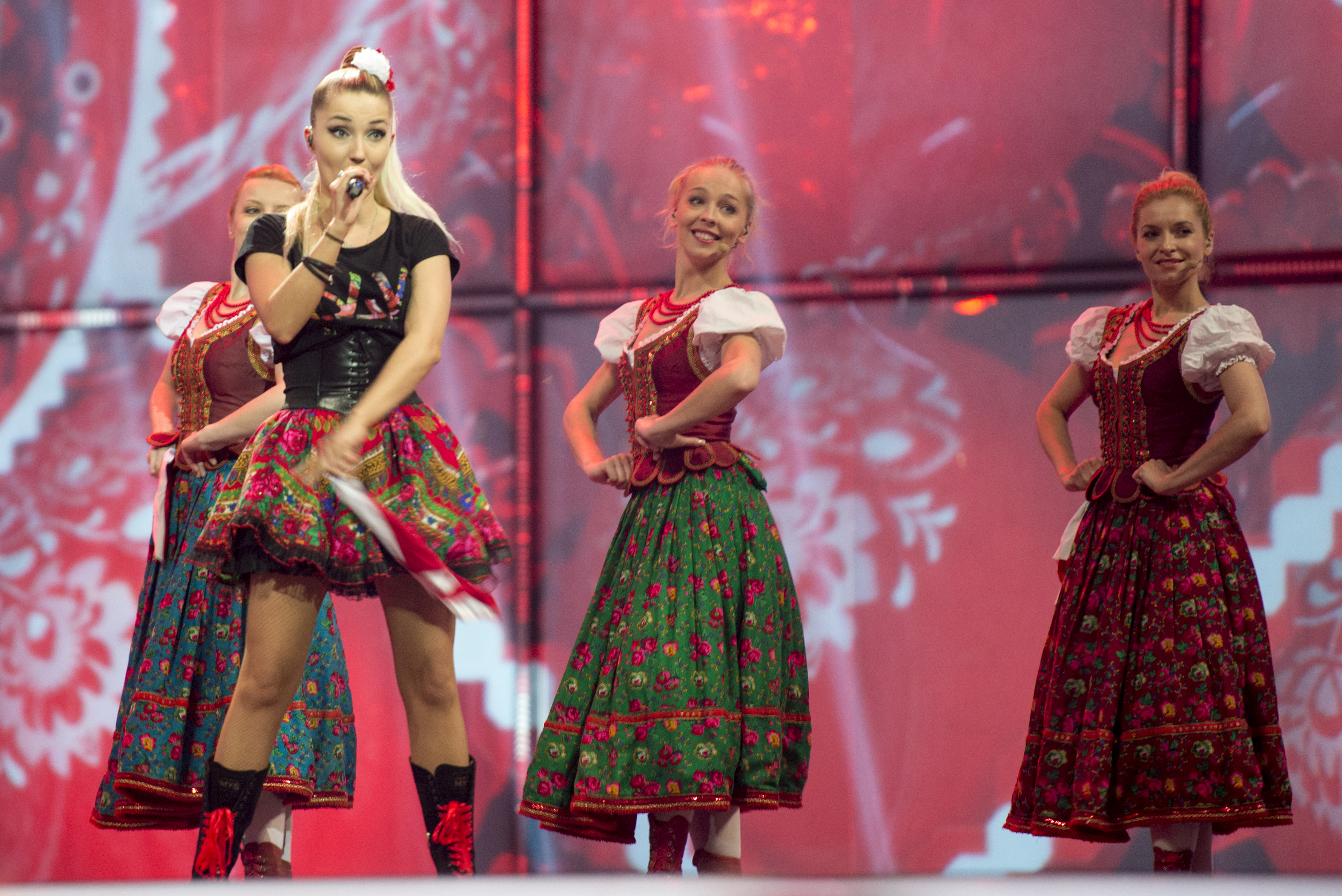
El tema de la representante polaca Cleo, «My Słowianie», tuvo gran popularidad en el televoto tanto en la 2.ª semifinal como en la Gran Final.

| N.º | País            | Intérprete(s)               | Canción                  | Lugar | Pts. |
| --- | --------------- | --------------------------- | ------------------------ | ----- | ---- |
| 01  | Malta           | Firelight                   | «Coming Home»            | 9     | 63   |
| 02  | Israel          | Mei Finegold                | «Same Heart»             | 14    | 19   |
| 03  | Noruega         | Carl Espen                  | «Silent Storm»           | 6     | 77   |
| 04  | Georgia         | Mariko Ebralidze & The Shin | «Three Minutes to Earth» | 15    | 15   |
| 05  | Polonia         | Donatan & Cleo              | «My Słowianie»           | 8     | 70   |
| 06  | Austria         | Conchita Wurst              | «Rise Like a Phoenix»    | 1     | 169  |
| 07  | Lituania        | Vilija Matačiūnaitė         | «Attention»              | 11    | 36   |
| 08  | Finlandia       | Softengine                  | «Something Better»       | 3     | 97   |
| 09  | Irlanda         | Can-Linn feat. Kasey Smith  | «Heartbeat»              | 12    | 35   |
| 10  | Bielorrusia     | TEO                         | «Cheesecake»             | 5     | 87   |
| 11  | Macedonia (ARY) | Tijana Dapčević             | «To the Sky»             | 13    | 33   |
| 12  | Suiza           | Sebalter                    | «Hunter of Stars»        | 4     | 92   |
| 13  | Grecia          | Freaky Fortune & Riskykidd  | «Rise Up»                | 7     | 74   |
| 14  | Eslovenia       | Tinkara Kovač               | «Round & Round»          | 10    | 52   |
| 15  | Rumania         | Paula Seling & Ovi          | «Miracle»                | 2     | 125  |

### Final

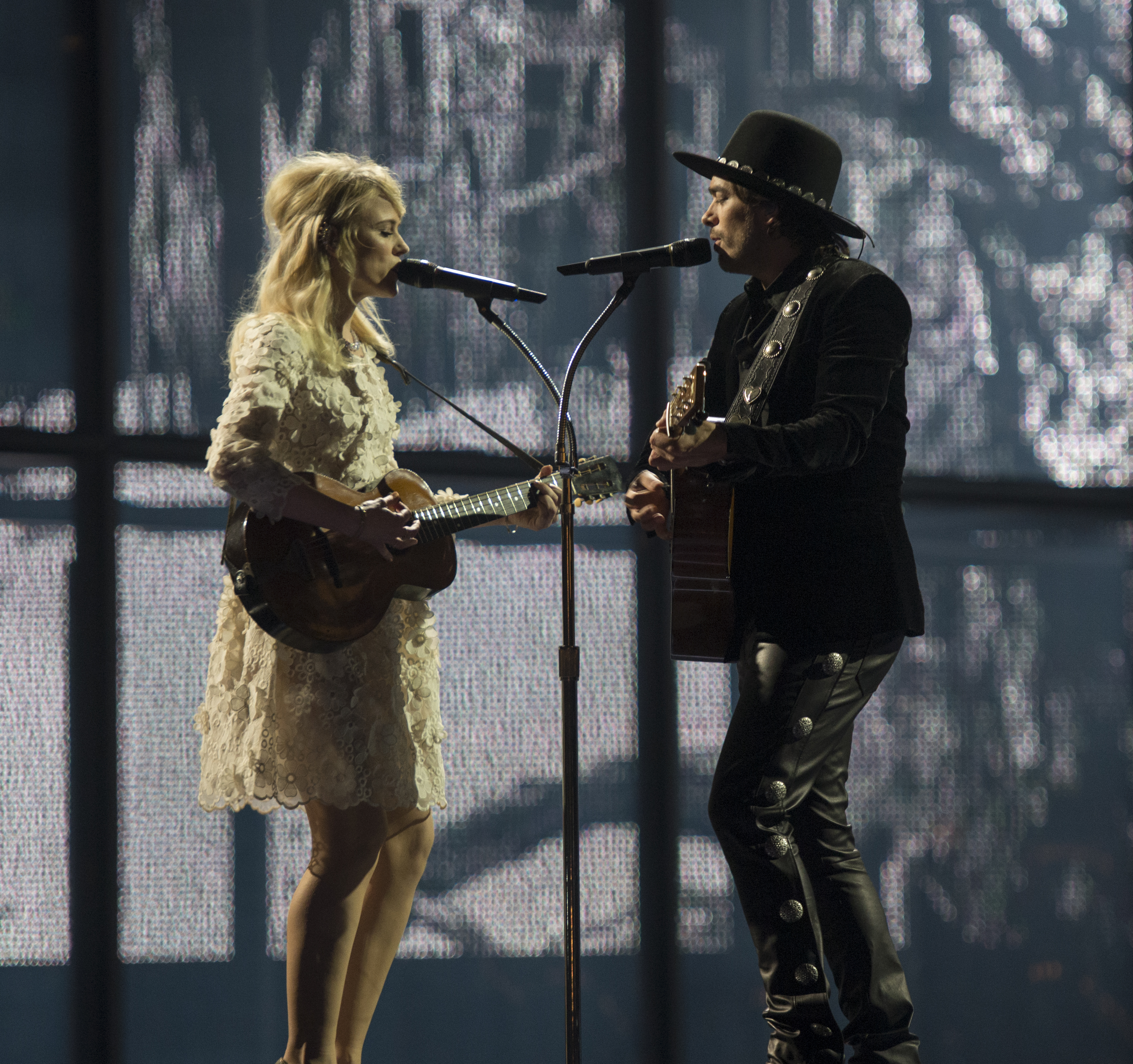
La propuesta intimista de The Common Linnets le valió el 2° lugar del concurso.

La final se celebró el 10 de mayo en el B&W Hallerne y estuvo integrada por los seis clasificados directos: el anfitrión Dinamarca y el "Big 5" (Francia, Reino Unido, Alemania, España e Italia); a ellos se les unieron los diez clasificados de la 1.ª y de la 2.ª semifinal.
Tal como ocurrió en las semifinales, el orden de actuación en la final fue decidido por los productores tras conocerse la identidad de todos los semifinalistas clasificados y determinarse por azar en qué mitad de la gala actuarían. No obstante, durante la reunión de delegaciones del 17 de marzo se decidió por sorteo que el anfitrión, Dinamarca, actuase en la 23.ª posición. 

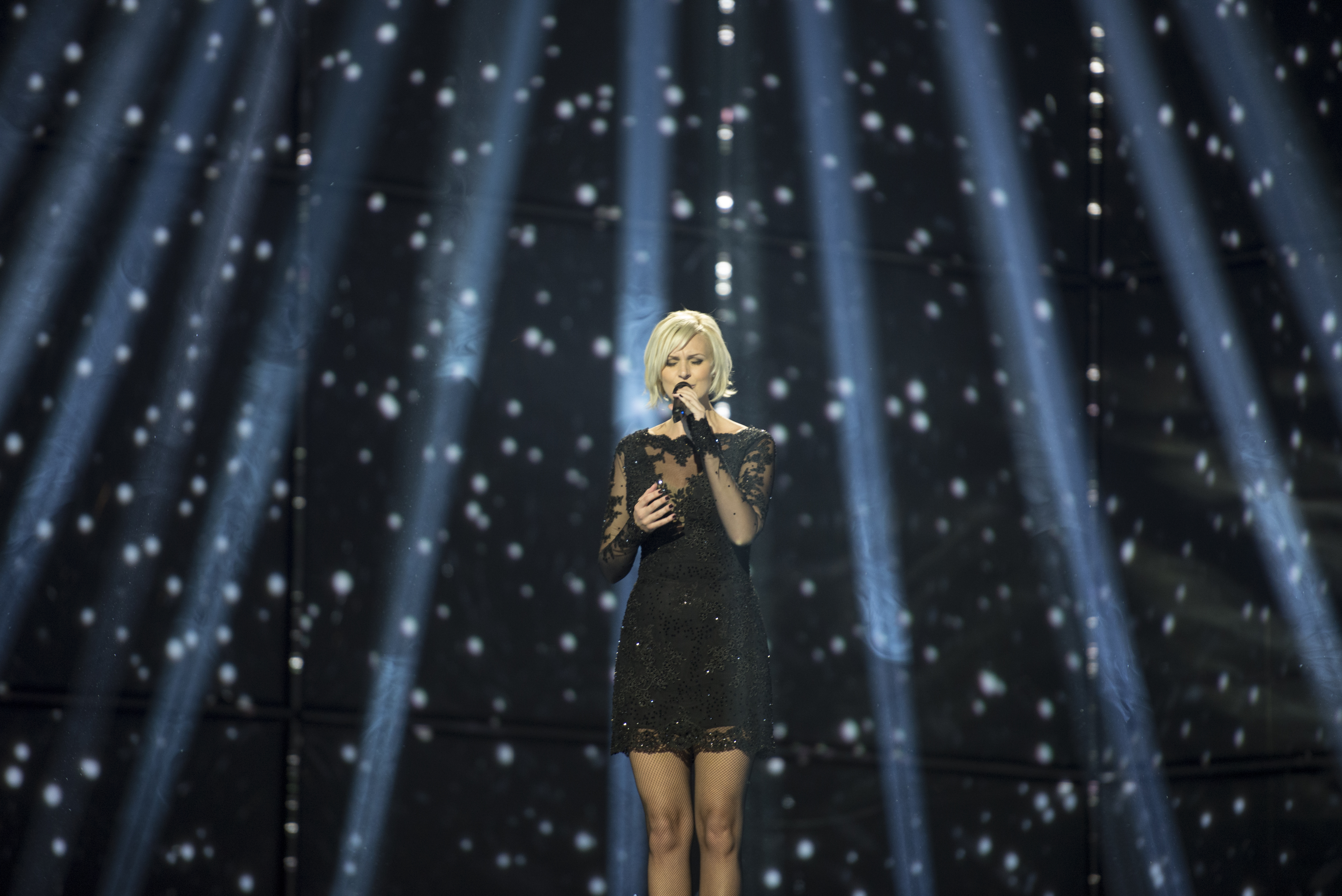
Sanna Nielsen intentó siete veces representar a su país en Eurovisión, antes de obtener el tercer lugar en el Festival con el tema «Undo».

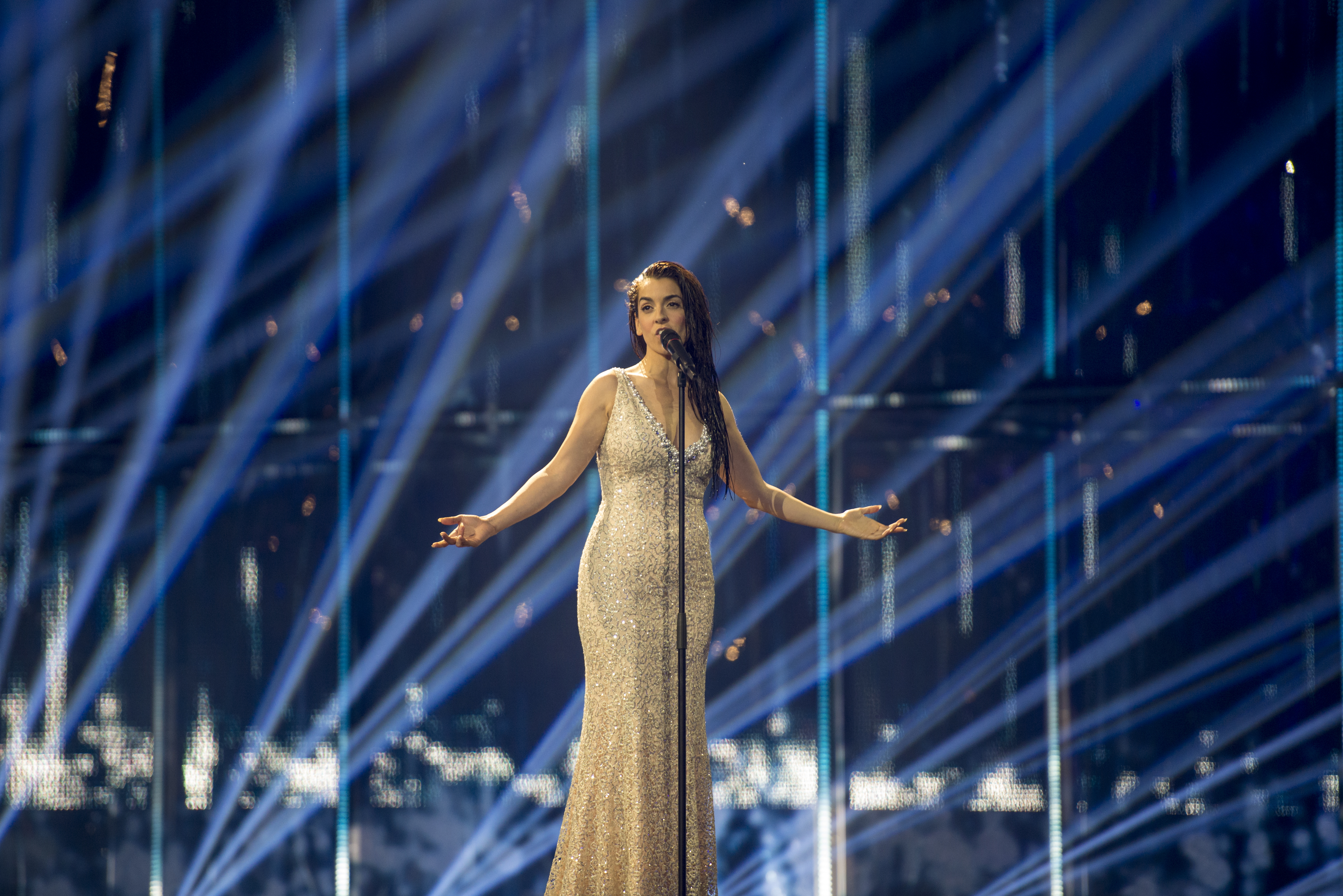
Ruth Lorenzo, la representante española en Eurovisión 2014.

El festival se desarrolló sin problemas y las 26 delegaciones se presentaron ante los más de 11 000 asistentes. Antes de iniciarse las votaciones, la ganadora del Festival de Eurovisión 2013, la danesa Emmelie de Forest, interpretó junto a los 26 candidatos finalistas las canciones "Rainmaker" y "#JoinUs", las cuales fueron compuestas por la propia cantante junto a Jakob Schack Glaesner y Fredrik Sonefors.
Las votaciones mostraron en un comienzo una competencia muy pareja entre diversos países. Suecia, Hungría y Armenia, quienes habían liderado las apuestas en las últimas semanas. A ellas se sumaron Austria y los Países Bajos, que se habían sumado a la lista de favoritos tras su participación en semifinales. Ya a mediados de la votación, los resultados mostraron una ajustada carrera por el premio final entre Austria y los Países Bajos. Finalmente, sería la cantante Conchita Wurst quien se coronara ganadora de la 59.º edición del Festival con su canción "Rise Like a Phoenix". El tema austríaco, que obtuvo 290 puntos, permitió que el estado alpino tuviera su primera victoria en la competencia en casi medio siglo, luego de la victoria de Udo Jürgens en 1966. Austria fue votada por 33 de los 37 países votantes (no la votaron Polonia, San Marino, Armenia y Bielorrusia).
Países Bajos, con el dúo The Common Linnets, quedó en segundo lugar con 238 puntos, su mejor posición en el Festival de Eurovisión desde 1975 y la segunda vez que llegan en la final en los últimos 10 años. El podio lo completó Suecia con 218 puntos obtenidos por Sanna Nielsen. El "Top 5" se completó con la balada con toques electrónicos "Not Alone" de Armenia (174 puntos), que justo antes de la semana de ensayos era el gran favorito para ganar esta edición según las casas de apuestas, y Hungría que con el pop de corte internacional "Running" logró 143 puntos, siendo su mejor resultado desde 1994.
El último puesto de esta edición lo ocupó Francia con solo dos puntos; tanto este país como Italia (puesto 21) tuvieron su peor resultado histórico, mientras que España fue la mejor clasificada de los miembros del Big 5 al ocupar la 10.º posición con 74 puntos. Al mismo tiempo se convirtió en uno de los mejores puestos españoles de la última década tras el octavo puesto en el 2003 y el décimo de Pastora Soler en 2012. Otros dos países: Grecia y Azerbaiyán también obtuvieron su resultado más bajo en una final (posiciones 20 y 22, respectivamente). De los 37 países participantes en el concurso, la mayoría votó usando el sistema combinado de votación; sin embargo, Albania y San Marino entregaron únicamente la votación de su jurado debido al bajo número de votos populares recibidos. Un caso particular vivió la votación en Georgia, ya que el jurado fue descalificado y solo fueron contabilizados los votos populares; esto se debió a que los cinco jurados georgianos votaron exactamente igual las ocho primeras posiciones, lo que fue considerado como una muestra de falta de independencia del jurado por la UER.
Un acontecimiento importante de esta edición fue la presencia de la familia real danesa durante las semifinales y la final del sábado, quienes asistieron en calidad de invitados. Entre los asistentes estuvieron el entonces príncipe heredero Federico de Dinamarca y la princesa María, ambos en compañía de sus hijos.
| N.º | País         | Intérprete(s)              | Canción                    | Lugar | Pts. |
| --- | ------------ | -------------------------- | -------------------------- | ----- | ---- |
| 01  | Ucrania      | Maria Yaremchuk            | «Tick-Tock»                | 6     | 113  |
| 02  | Bielorrusia  | TEO                        | «Cheesecake»               | 16    | 43   |
| 03  | Azerbaiyán   | Dilara Kazimova            | «Start a Fire!»            | 22    | 33   |
| 04  | Islandia     | Pollapönk                  | «No Prejudice»             | 15    | 58   |
| 05  | Noruega      | Carl Espen                 | «Silent Storm»             | 8     | 88   |
| 06  | Rumanía      | Paula Seling & Ovi         | «Miracle»                  | 12    | 72   |
| 07  | Armenia      | Aram Mp3                   | «Not Alone»                | 4     | 174  |
| 08  | Montenegro   | Sergej Ćetković            | «Moj svijet»               | 19    | 37   |
| 09  | Polonia      | Donatan & Cleo             | «My Słowianie»             | 14    | 62   |
| 10  | Grecia       | Freaky Fortune & Riskykidd | «Rise Up»                  | 20    | 35   |
| 11  | Austria      | Conchita Wurst             | «Rise Like a Phoenix»      | 1     | 290  |
| 12  | Alemania     | Elaiza                     | «Is It Right»              | 18    | 39   |
| 13  | Suecia       | Sanna Nielsen              | «Undo»                     | 3     | 218  |
| 14  | Francia      | Twin Twin                  | «Moustache»                | 26    | 2    |
| 15  | Rusia        | Hermanas Tolmachovy        | «Shine»                    | 7     | 89   |
| 16  | Italia       | Emma Marrone               | «La mia città»             | 21    | 33   |
| 17  | Eslovenia    | Tinkara Kovač              | «Round & Round (Spet)»     | 25    | 9    |
| 18  | Finlandia    | Softengine                 | «Something Better»         | 11    | 72   |
| 19  | España       | Ruth Lorenzo               | «Dancing in the rain»      | 10    | 74   |
| 20  | Suiza        | Sebalter                   | «Hunter of Stars»          | 13    | 64   |
| 21  | Hungría      | András Kállay-Saunders     | «Running»                  | 5     | 143  |
| 22  | Malta        | Firelight                  | «Coming Home»              | 23    | 32   |
| 23  | Dinamarca    | Basim                      | «Cliché Love Song»         | 9     | 74   |
| 24  | Países Bajos | The Common Linnets         | «Calm After the Storm»     | 2     | 238  |
| 25  | San Marino   | Valentina Monetta          | «Maybe (Forse)»            | 24    | 14   |
| 26  | Reino Unido  | Molly                      | «Children of the Universe» | 17    | 40   |

Fuente: 

### Votaciones
| Orden de votación | Orden de votación | Orden de votación | Orden de votación                                                                 | Orden de votación |
| --- | --- | --- | --------------------------------------------------------------------------------- | ----------------- |
| 1. Azerbaiyán 2. Grecia 3. Polonia 4. Albania 5. San Marino 6. Dinamarca 7. Montenegro 8. Rumania 9. Rusia 10. Países Bajos | 11. Malta 12. Francia 13. Reino Unido 14. Letonia 15. Armenia 16. Islandia 17. Macedonia (ARY) 18. Suecia 19. Bielorrusia 20. Alemania | 21. Israel 22. Portugal 23. Noruega 24. Estonia 25. Hungría 26. Moldavia 27. Irlanda 28. Finlandia 29. Lituania 30. Austria | 31. España 32. Bélgica 33. Italia 34. Ucrania 35. Suiza 36. Georgia 37. Eslovenia |                   |

#### Portavoces
Estos fueron los portavoces de los países participantes en el Festival:
| - Albania - Andri Xhahu - Alemania - Helene Fischer - Armenia - Anna Avanesyan - Austria - Katharina Bellowitsch - Azerbaiyán - Sabina Babayeva (Representante de Azerbaiyán en el 2012) - Bélgica - Angelique Vlieghe - Bielorrusia - Alyona Lanskaya (Representante de Bielorrusia en el 2013) - Dinamarca - Sofie Lassen-Kahlke - Eslovenia - Ula Furlan - España - Carolina Casado - Estonia - Lauri Pihlap - Finlandia - Redrama - Francia - Elodie Suigo - Georgia - Sopho Gelovani y Nodiko Tatishvili (Representantes de Georgia en 2013) - Grecia - Andrianna Maggania - Hungría - Éva Novodomszky. - Irlanda - Nicky Byrne (Integrante de la banda Westlife) - Islandia - Benedikt Valsson. | - Israel - Ofer Nachson - Italia - Linus - Letonia - Ralfs Eilands (Integrante de la banda PeR, representantes de Letonia en el 2013) - Lituania - Ignas Krupavicius - Macedonia (ARY) - Marko Mark - Malta - Valentina Rossi - Moldavia - Olivia Furtuna - Montenegro - Tijana Mišković - Noruega - Margrethe Røed - Países Bajos - Tim Douwsma - Polonia - Paulina Chylewska - Portugal - Joana Teles - Reino Unido - Scott Mills - Rumania - Sonia Argint Ionescu - Rusia - Alsou (Representante de Rusia en el 2000 y anfitriona en el 2009) - San Marino - Michele Perniola (Representante de San Marino en Festival de la Canción de Eurovisión Junior 2013) - Suecia - Alcázar (Tercer puesto en el Melodifestivalen 2014) - Suiza - Kurt Aeschbacher - Ucrania - Zlata Ognevich (Representante de Ucrania en el 2013) |  |

### Tabla de votaciones: Final
| ......Participante..... | Pts. | Bandera de Azerbaiyán | Bandera de Grecia | Bandera de Polonia | Bandera de Albania | Bandera de San Marino | Bandera de Dinamarca | Bandera de Montenegro | Bandera de Rumania | Bandera de Rusia | Bandera de los Países Bajos | Bandera de Malta | Bandera de Francia | Bandera del Reino Unido | Bandera de Letonia | Bandera de Armenia | Bandera de Islandia | Bandera de Macedonia del Norte | Bandera de Suecia | Bandera de Bielorrusia | Bandera de Alemania | Bandera de Israel | Bandera de Portugal | Bandera de Noruega | Bandera de Estonia | Bandera de Hungría | Bandera de Moldavia | Bandera de Irlanda | Bandera de Finlandia | Bandera de Lituania | Bandera de Austria | Bandera de España | Bandera de Bélgica | Bandera de Italia | Bandera de Ucrania | Bandera de Suiza | Bandera de Georgia | Bandera de Eslovenia |
| ----------------------- | ---- | --------------------- | ----------------- | ------------------ | ------------------ | --------------------- | -------------------- | --------------------- | ------------------ | ---------------- | --------------------------- | ---------------- | ------------------ | ----------------------- | ------------------ | ------------------ | ------------------- | ------------------------------ | ----------------- | ---------------------- | ------------------- | ----------------- | ------------------- | ------------------ | ------------------ | ------------------ | ------------------- | ------------------ | -------------------- | ------------------- | ------------------ | ----------------- | ------------------ | ----------------- | ------------------ | ---------------- | ------------------ | -------------------- |
| Ucrania                 | 113  | 10                    | 5                 | 5                  |                    |                       | 1                    | 7                     |                    | 7                |                             |                  |                    |                         | 7                  |                    |                     |                                |                   | 8                      |                     | 5                 |                     |                    | 8                  | 2                  | 10                  |                    | 2                    | 5                   | 5                  | 6                 | 4                  | 10                |                    | 6                |                    |                      |
| Bielorrusia             | 43   | 7                     |                   |                    |                    |                       |                      | 1                     |                    | 12               |                             |                  |                    |                         |                    | 8                  |                     |                                |                   |                        |                     | 1                 |                     |                    |                    |                    | 5                   |                    |                      | 3                   |                    |                   |                    |                   | 6                  |                  |                    |                      |
| Azerbaiyán              | 33   |                       |                   |                    |                    | 12                    |                      |                       |                    | 10               |                             |                  |                    |                         |                    |                    |                     |                                |                   | 3                      |                     |                   |                     |                    |                    |                    |                     |                    |                      |                     |                    |                   |                    |                   | 1                  |                  | 7                  |                      |
| Islandia                | 58   |                       |                   |                    |                    | 8                     | 5                    |                       |                    | 1                | 6                           |                  | 7                  | 4                       |                    |                    |                     |                                | 4                 |                        | 2                   |                   |                     | 6                  |                    | 5                  |                     |                    |                      |                     | 2                  | 1                 |                    | 7                 |                    |                  |                    |                      |
| Noruega                 | 88   |                       | 3                 | 7                  |                    |                       | 6                    |                       | 1                  |                  | 10                          | 2                | 2                  |                         | 5                  |                    | 1                   |                                | 3                 | 4                      | 5                   |                   | 3                   |                    | 3                  |                    |                     | 7                  | 7                    | 8                   | 1                  |                   |                    |                   |                    | 5                |                    | 5                    |
| Rumania                 | 72   | 6                     |                   |                    |                    |                       |                      |                       |                    |                  |                             | 8                |                    |                         |                    |                    |                     | 4                              |                   | 1                      |                     | 8                 | 1                   | 4                  |                    |                    | 12                  | 2                  |                      |                     | 8                  | 8                 | 5                  | 5                 |                    |                  |                    |                      |
| Armenia                 | 174  |                       | 7                 | 1                  |                    | 6                     | 2                    | 10                    | 7                  | 8                | 7                           | 6                | 12                 |                         | 10                 |                    | 2                   | 8                              | 5                 | 10                     | 6                   | 6                 | 4                   |                    | 5                  | 7                  | 3                   |                    | 4                    |                     | 12                 | 4                 |                    |                   | 10                 |                  | 12                 |                      |
| Montenegro              | 37   |                       |                   |                    | 6                  |                       |                      |                       |                    |                  |                             |                  |                    |                         |                    | 12                 |                     | 12                             |                   |                        |                     |                   |                     |                    |                    |                    |                     |                    |                      |                     |                    |                   |                    |                   |                    |                  |                    | 7                    |
| Polonia                 | 62   | 2                     | 1                 |                    |                    |                       |                      | 4                     |                    |                  |                             |                  | 5                  |                         |                    |                    | 3                   | 5                              | 2                 | 7                      | 10                  |                   |                     | 2                  |                    | 3                  | 2                   |                    |                      |                     |                    |                   |                    | 8                 | 7                  |                  |                    | 1                    |
| Grecia                  | 35   | 4                     |                   |                    | 2                  |                       |                      |                       |                    | 4                |                             | 1                |                    | 2                       |                    | 7                  |                     |                                |                   | 6                      |                     | 2                 |                     |                    |                    |                    |                     |                    |                      |                     |                    |                   |                    | 3                 |                    |                  | 4                  |                      |
| Austria                 | 290  | 1                     | 12                |                    | 5                  |                       | 8                    | 2                     | 8                  | 5                | 12                          | 10               | 10                 | 12                      | 6                  |                    | 10                  | 3                              | 12                |                        | 7                   | 12                | 12                  | 10                 | 4                  | 10                 | 7                   | 12                 | 12                   | 10                  |                    | 12                | 12                 | 12                | 8                  | 12               | 10                 | 12                   |
| Alemania                | 39   |                       |                   | 8                  | 4                  |                       |                      |                       | 2                  |                  |                             |                  |                    |                         |                    | 6                  |                     |                                |                   |                        |                     |                   |                     |                    |                    |                    |                     |                    |                      |                     |                    |                   |                    |                   | 5                  | 7                | 5                  | 2                    |
| Suecia                  | 218  |                       | 2                 | 4                  | 7                  | 10                    | 12                   | 3                     | 12                 | 2                | 8                           | 7                | 4                  | 7                       | 8                  |                    | 7                   |                                |                   |                        |                     | 10                | 8                   | 8                  | 10                 | 8                  | 6                   | 4                  | 10                   | 7                   | 6                  | 10                | 10                 |                   | 12                 | 6                | 2                  | 8                    |
| Francia                 | 2    |                       |                   |                    |                    |                       |                      |                       |                    |                  |                             |                  |                    |                         |                    |                    |                     |                                | 1                 |                        |                     |                   |                     |                    |                    |                    |                     |                    | 1                    |                     |                    |                   |                    |                   |                    |                  |                    |                      |
| Rusia                   | 89   | 12                    | 10                |                    |                    |                       |                      |                       |                    |                  |                             | 5                |                    |                         | 2                  | 10                 |                     | 6                              |                   | 12                     |                     | 3                 | 2                   |                    | 1                  |                    | 8                   |                    |                      | 6                   |                    |                   |                    |                   | 4                  |                  | 8                  |                      |
| Italia                  | 33   |                       |                   |                    | 10                 |                       |                      | 6                     |                    |                  |                             | 12               | 1                  |                         |                    |                    |                     | 2                              |                   |                        |                     |                   |                     |                    |                    |                    | 7                   |                    | 1                    |                     |                    |                   |                    |                   |                    | 2                |                    |                      |
| Eslovenia               | 9    |                       |                   |                    |                    |                       |                      | 8                     |                    |                  |                             |                  |                    |                         |                    |                    |                     | 1                              |                   |                        |                     |                   |                     |                    |                    |                    |                     |                    |                      |                     |                    |                   |                    |                   |                    |                  |                    |                      |
| Finlandia               | 72   |                       |                   | 3                  |                    | 3                     | 4                    |                       |                    |                  | 2                           |                  |                    | 6                       | 3                  |                    | 5                   |                                | 6                 |                        | 4                   |                   |                     | 7                  | 6                  | 6                  |                     |                    |                      |                     | 4                  |                   | 3                  | 6                 |                    | 4                |                    |                      |
| España                  | 74   |                       |                   | 2                  | 12                 |                       |                      |                       | 5                  |                  |                             |                  | 6                  | 5                       | 4                  | 2                  |                     |                                |                   |                        | 1                   | 4                 |                     | 5                  | 2                  |                    |                     | 6                  |                      | 4                   |                    |                   | 2                  |                   | 2                  | 8                |                    | 4                    |
| Suiza                   | 64   |                       | 4                 | 10                 |                    |                       |                      | 5                     | 6                  |                  | 3                           | 3                |                    | 1                       |                    | 5                  |                     |                                |                   |                        | 3                   |                   | 7                   |                    |                    | 1                  |                     | 5                  |                      | 2                   | 3                  |                   |                    | 2                 |                    |                  | 1                  | 3                    |
| Hungría                 | 143  | 8                     | 6                 |                    | 8                  | 7                     | 3                    | 12                    | 10                 | 6                | 4                           |                  |                    |                         | 1                  |                    | 6                   | 10                             | 7                 | 5                      |                     | 7                 | 6                   |                    | 7                  |                    | 4                   | 1                  | 5                    |                     | 7                  | 2                 | 7                  |                   | 3                  | 1                |                    |                      |
| Malta                   | 32   | 5                     |                   |                    | 1                  | 4                     |                      |                       |                    |                  | 5                           |                  |                    | 10                      |                    |                    |                     |                                |                   |                        |                     |                   |                     |                    |                    |                    |                     | 3                  | 3                    |                     |                    |                   |                    | 1                 |                    |                  |                    |                      |
| Dinamarca               | 74   |                       |                   | 6                  |                    | 1                     |                      |                       | 4                  |                  | 1                           |                  | 3                  | 3                       |                    | 1                  | 8                   |                                | 8                 |                        | 8                   |                   | 5                   | 1                  |                    |                    |                     |                    | 6                    | 1                   |                    | 3                 | 6                  |                   |                    | 3                |                    | 6                    |
| Países Bajos            | 238  |                       | 8                 | 12                 |                    | 2                     | 10                   |                       | 3                  | 3                |                             |                  | 8                  | 8                       | 12                 | 4                  | 12                  | 7                              | 10                | 2                      | 12                  |                   | 10                  | 12                 | 12                 | 12                 |                     | 10                 | 8                    | 12                  | 10                 | 7                 | 8                  | 4                 |                    | 10               |                    | 10                   |
| San Marino              | 14   | 3                     |                   |                    | 3                  |                       |                      |                       |                    |                  |                             |                  |                    |                         |                    | 3                  |                     |                                |                   |                        |                     |                   |                     |                    |                    | 4                  | 1                   |                    |                      |                     |                    |                   |                    |                   |                    |                  |                    |                      |
| Reino Unido             | 40   |                       |                   |                    |                    | 5                     | 7                    |                       |                    |                  |                             | 4                |                    |                         |                    |                    | 4                   |                                |                   |                        |                     |                   |                     | 3                  |                    |                    |                     | 8                  |                      |                     |                    | 5                 | 1                  |                   |                    |                  | 3                  |                      |

Fuente: 

### Máximas puntuaciones
Los países que recibieron la máxima puntuación (12 puntos) fueron:
| N. | A            | De |
| -- | ------------ | --- |
| 13 | Austria      | Grecia, Países Bajos, Reino Unido, Suecia, Israel, Portugal, Irlanda, Finlandia, España, Bélgica, Italia, Suiza, Eslovenia |
| 8  | Países Bajos | Polonia, Letonia, Islandia, Alemania, Noruega, Estonia, Hungría, Lituania                                                  |
| 3  | Suecia       | Dinamarca, Rumania, Ucrania                                                                                                |
| 3  | Armenia      | Francia, Austria, Georgia                                                                                                  |
| 2  | Montenegro   | Armenia, Macedonia (ARY)                                                                                                   |
| 2  | Rusia        | Azerbaiyán, Bielorrusia |
| 1  | Azerbaiyán   | San Marino |
| 1  | Bielorrusia  | Rusia |
| 1  | España       | Albania |
| 1  | Hungría      | Montenegro |
| 1  | Italia       | Malta |
| 1  | Rumania      | Moldavia |

#### Desglose del televoto y jurado
El 12 de mayo de 2014, la Unión Europea de Radiodifusión publicó los resultados oficiales del público como del jurado:

#### Semifinal 1
| Pos. | Jurado       | Puntos |
| ---- | ------------ | ------ |
| 1    | Países Bajos | 129    |
| 2    | Suecia       | 126    |
| 3    | Hungría      | 122    |
| 4    | Armenia      | 99     |
| 5    | Azerbaiyán   | 98     |
| 6    | Ucrania      | 88     |
| 7    | Montenegro   | 80     |
| 8    | Rusia        | 63     |
| 9    | Albania      | 62     |
| 10   | Islandia     | 59     |
| 11   | Estonia      | 54     |
| 12   | San Marino   | 32     |
| 13   | Letonia      | 25     |
| 14   | Bélgica      | 24     |
| 15   | Moldavia     | 24     |
| 16   | Portugal     | 17     |

| Pos. | Televoto     | Ranking |
| ---- | ------------ | ------- |
| 1    | Países Bajos | 130     |
| 2    | Hungría      | 103     |
| 3    | Suecia       | 98      |
| 4    | Ucrania      | 96      |
| 5    | Armenia      | 96      |
| 6    | Portugal     | 65      |
| 7    | Rusia        | 57      |
| 8    | San Marino   | 49      |
| 9    | Islandia     | 43      |
| 10   | Letonia      | 38      |
| 11   | Bélgica      | 31      |
| 12   | Montenegro   | 26      |
| 13   | Azerbaiyán   | 15      |
| 14   | Estonia      | 13      |
| 15   | Albania      | 6       |
| 16   | Moldavia     | 4       |

#### Semifinal 2
| Pos. | Jurado          | Puntos |
| ---- | --------------- | ------ |
| 1    | Austria         | 138    |
| 2    | Finlandia       | 117    |
| 3    | Malta           | 113    |
| 4    | Noruega         | 100    |
| 5    | Rumania         | 99     |
| 6    | Bielorrusia     | 71     |
| 7    | Macedonia (ARY) | 70     |
| 8    | Eslovenia       | 60     |
| 9    | Grecia          | 52     |
| 10   | Suiza           | 51     |
| 11   | Lituania        | 41     |
| 12   | Polonia         | 34     |
| 13   | Irlanda         | 33     |
| 14   | Georgia         | 33     |
| 15   | Israel          | 32     |

| Pos. | Televoto        | Ranking |
| ---- | --------------- | ------- |
| 1    | Austria         | 149     |
| 2    | Polonia         | 113     |
| 3    | Rumania         | 112     |
| 4    | Suiza           | 97      |
| 5    | Grecia          | 88      |
| 6    | Bielorrusia     | 72      |
| 7    | Finlandia       | 52      |
| 8    | Noruega         | 46      |
| 9    | Eslovenia       | 44      |
| 10   | Irlanda         | 40      |
| 11   | Lituania        | 37      |
| 12   | Macedonia (ARY) | 26      |
| 13   | Israel          | 21      |
| 14   | Malta           | 16      |
| 15   | Georgia         | 15      |

#### Desglose de votación
| Pos. | País         | Puntos |
| ---- | ------------ | ------ |
| 1    | Austria      | 224    |
| 2    | Suecia       | 201    |
| 3    | Países Bajos | 200    |
| 4    | Hungría      | 138    |
| 5    | Armenia      | 125    |
| 6    | Malta        | 119    |
| 7    | Finlandia    | 114    |
| 8    | Azerbaiyán   | 108    |
| 9    | Noruega      | 102    |
| 10   | Dinamarca    | 85     |
| 11   | España       | 83     |
| 12   | Ucrania      | 78     |
| 13   | Rusia        | 70     |
| 14   | Alemania     | 61     |
| 15   | Islandia     | 59     |
| 16   | Reino Unido  | 52     |
| 17   | Rumania      | 51     |
| 18   | Bielorrusia  | 50     |
| 19   | Grecia       | 49     |
| 20   | Montenegro   | 48     |
| 21   | Italia       | 37     |
| 22   | Suiza        | 27     |
| 23   | Polonia      | 23     |
| 24   | Eslovenia    | 21     |
| 25   | San Marino   | 16     |
| 26   | Francia      | 5      |

| Pos. | País         | Puntos |
| ---- | ------------ | ------ |
| 1    | Austria      | 311    |
| 2    | Países Bajos | 222    |
| 3    | Armenia      | 193    |
| 4    | Suecia       | 190    |
| 5    | Polonia      | 162    |
| 6    | Rusia        | 132    |
| 7    | Suiza        | 114    |
| 8    | Ucrania      | 112    |
| 9    | Rumania      | 103    |
| 10   | Hungría      | 83     |
| 11   | Bielorrusia  | 56     |
| 12   | Dinamarca    | 42     |
| 13   | Grecia       | 41     |
| 14   | Noruega      | 39     |
| 15   | Islandia     | 38     |
| 16   | Finlandia    | 36     |
| 17   | España       | 29     |
| 18   | Montenegro   | 28     |
| 19   | Alemania     | 27     |
| 20   | Reino Unido  | 24     |
| 21   | Italia       | 22     |
| 22   | San Marino   | 15     |
| 23   | Eslovenia    | 15     |
| 24   | Azerbaiyán   | 14     |
| 25   | Malta        | 12     |
| 26   | Francia      | 1      |

### Retransmisión y comentaristas
Estas son las emisoras y sus respectivos comentaristas que retransmitieron el certamen:

#### Países participantes
- Albania - Andri Xhahu (TVSH, RTSH Muzikë y Radio Tirana)[218]
- Alemania - Peter Urban (EinsPlus -Semifinales y Final/Das Erste-Final)
- Armenia - Erik Antaranyan y Anna Avanesyan (AMPTV)[219]
- Austria - Andi Knoll (ORF)[220]
- Azerbaiyán -  Konul Arifgizi (İctimai)[221]
- Bélgica - Jean-Louis Lahaye y Maureen Louys (TV francesa, La Une);  Peter Van de Veire y Eva Daeleman (TV holandesa, één y Radio 2)[222]
- Bielorrusia - Evgeny Perlin (BTRC y 24)[223][224]
- Dinamarca - Ole Tøpholm (DR);[225] Peter Falktoft y Esben Bjerre Hansen (DR3); Anders Bisgaard (DR4)[226]
- Eslovenia -Andrej Hofer (RTVSLO 1 y Televizija Maribor-Final; RTVSLO 2-Semifinales)/(Radio Val 202 y Radio Maribor - 2.º semifinal y final)[227]
- España - José María Íñigo (La 2 TVE- 1.º semifinal; La 1 TVE y TVE Internacional-Final)[228]
- Estonia - Marko Reikops (ERR);[229] Mart Juur y Andrus Kivirähk (Raadio 2- Primera semifinal y Final)[230]
- Finlandia - Jorma Hietamäki y Sanna Pirkkalainen (TV finés, Yle TV2 y Yle Radio Suomi); Eva Frantz y Johan Lindroos (TV sueca, Yle Fem y Yle Radio Vega)[231]
- Francia - Natasha Saint-Pier y Cyril Feraud (France 3-Final);[232] Audrey Chauveau y Bruno Berberes (France Ô- semifinales)
- Georgia -  Lado Tatishvili y Tamuna Museridze (GPB)[233]
- Grecia - Maria Kozakou y Giorgos Kapoutzidis (NERIT)
- Hungría - Gábor Gundel Takács (MTV)[234]
- Irlanda - Marty Whelan (RTÉ One-Final, RTÉ Two-semifinales);[235] Shay Byrne y Zbyszek Zalinski (RTÉ Radio 1 - Segunda semifinal y Final)[236]
- Islandia -  Felix Bergsson (RÚV y Rás 2)[237]
- Israel - IBA;[238] Kobi Menora y Yuval Caspin (Aruts 1)[239]
- Italia - Linus y Nicola Savino (Rai 2-Final); Marco Ardemagni y Filippo Solibello (Rai 4-Semifinales)[240]
- Letonia - Valters Frīdenbergs y Kārlis Būmeisters (LTV)[241]
- Lituania - Darius Užkuraitis (LRT y LRT Radijas)[242][243]
- Macedonia (ARY) - Karolina Petkovska (MRT 1)[244]
- Malta -  Carlo Borg Bonaci (PBS).
- Moldavia - Daniela Babici (TRM).
- Montenegro - RTCG; Sonja Savović y Sanja Pejović (Radio Crne Gore y Radio 98)[245]
- Noruega -  Olav Viksmo Slettan (NRK1);[246] Ronny Brede Aase, Silje Reiten Nordnes y Line Elvsåshagen (NRK3)[247]
- Países Bajos - Cornald Mass y Jan Smit (AVRO-TROS)[248]
- Polonia -  Artur Orzech (TVP y TVP Polonia)[249]
- Portugal - Sónia Araújo (RTP)[250]
- Reino Unido - Graham Norton (BBC One-Final);[251] Scott Mills y Laura Whitmore (BBC Three-Semifinales); Ken Bruce y Ana Matronic(BBC Radio 2)[252]
- Rumania - Bogdan Stănescu (TVR1; TVR international; TVR HD)[253]
- Rusia -  Olga Shelest y Dmitriy Guberniev (Rossiya 1)[254]
- San Marino - Lia Fiorio y Gigi Restivo (SMRTV y Radio San Marino);[255] John Kennedy O'Connor y Jamarie Milkovic (SMtv Web TV)[256]
- Suecia - Malin Olsson y Edward af Sillén (SVT)[257]
- Suiza - Sven Epiney (TV alemana, Zwei SRF - semifinales; y Zwei SRF - Final);[258] Sandy Altermatt y Alessandro Bertoglio (TV italiana, RSI La 2- 2.º semifinal y RSI - Final);[259] Jean-Marc Richard y Valérie Ogier (TV francesa, RTS Deux- 2.º semifinal y RSI La 2- Final)[260]
- Ucrania -  Timur Miroshnychenko y Tetiana Terekhova (NTU);[261] Olena Zilinchenko (НРКУ-Radio Ucrania)[262]

#### Países no participantes
- Australia - Julia Zemiro y Sam Pang (SBS) (en diferido)[263]
- Canadá -  Adam Rollins y Tommy D. (OutTV) (Final)[264]
- China - CCTV (Final)[265]
- Chipre -  Melina Karageorgiou (CyBC)[266]
- Croacia -  Aleksandar Kostadinov (HRT)[267]
- Estados Unidos - Danna Garcia y Laura Pausini (Univision) (Final)
- Islas Feroe - Shay Byrne y Zbyszek Zalinski (RTÉ Radio 1);[268] Sjónvarp Føroya TV[269]
- Kazajistán - Diana Snegina y Kaldybek Zhaysanbay (Khabar TV)[270][271]
- Kirguistán - Elmar Osmonov y Aibek Akmatov (OTRK)
- Kosovo - RTK
- Nueva Zelanda - UKTV[272]
- Serbia - Silvana Grujić (RTS)[273]

## Controversias

### Crisis en Crimea y su impacto en Eurovisión

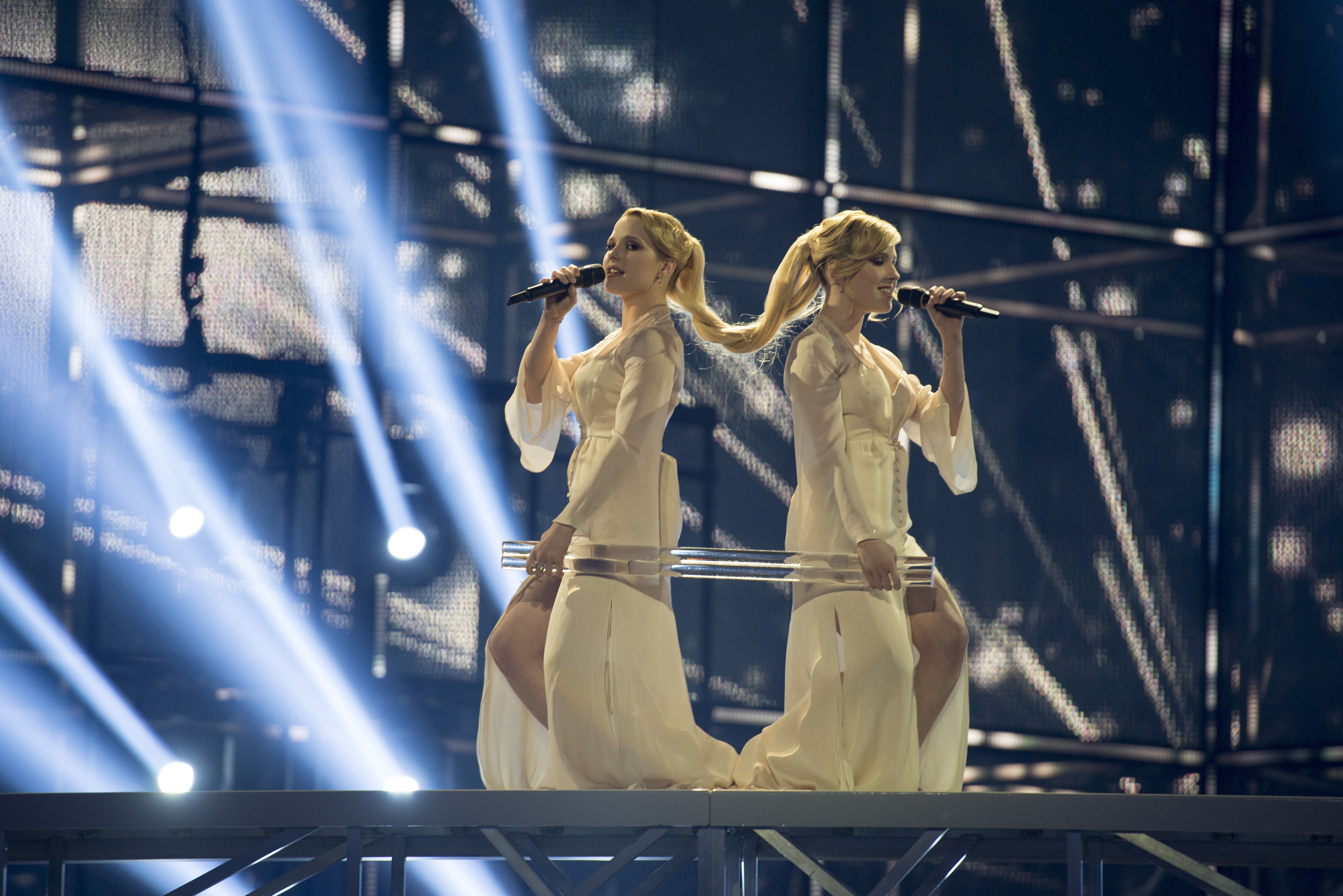
La participación de las Hermanas Tolmachovy vivieron una fuerte controversia producto de los conflictos diplomáticos entre Rusia y Ucrania.

La guerra ruso-ucraniana trascendió al ámbito de Eurovisión cuando se puso en debate si los votos telefónicos emitidos desde la zona de Crimea y Sebastopol se contabilizarían como ucranianos o rusos. Este problema motivó a que los miembros de la UER, quienes en un momento afirmaron que se hallaban ante "un desafío técnico", se reunieran pocas semanas antes de la primera semifinal a fin de analizar la situación. Una solución que se tuvo en cuenta fue la de omitir la votación en la zona, sin embargo Jon Ola Sand, productor ejecutivo de Eurovision, no estuvo dispuesto a admitirlo, alegando que "No podemos negar a la gente que vote. Además aislar la zona es extremadamente complicado. Sería imposible para nosotros saber si una llamada de teléfono móvil viene de Crimea o Moscú" si forman parte del mismo operador.
Este conflicto geopolítico también provocó que el socialdemócrata danés Lasse Quvang, aspirante a las elecciones europeas del 25 de mayo, solicitara a la televisión pública anfitriona DR el boicot a Moscú. Incluso diarios suecos, como el «Aftonbladet», señalaban que no era posible aceptar que Crimea formara parte del televoto ruso. «Eso sería aceptar su incorporación a Rusia», explicaban. Sin embargo, la directora de la televisión anfitriona, Pernille Gaardbo, recordó que sólo la UER puede expulsar a un participante si incumple las reglas y que el certamen musical se creó precisamente con la idea de "unir a los países".
Días después, la UER emitió un comunicado informando que los votos de la zona se contabilizarán como ucranianos. Esta decisión se basaría en la infraestructura telefónica de la república, ya que la operadora telefónica de Ucrania sigue siendo la que provee los números telefónicos de la zona.
Esta crisis entre Rusia y Ucrania también provocó que las representantes rusas, las Hermanas Tolmachovy, fueran objeto de abucheos por parte de la audiencia en la semifinal en la que participaron, precisamente cuando las anunciaron como finalistas a la Gran Final. Asimismo, durante la final recibieron pitidos y abucheos cuando se les otorgaba puntajes altos por parte de algún país durante las votaciones. Situación parecida ocurrió cuando su portavoz Alsou se dispuso a anunciar los votos rusos.

### Petición para boicotear la representación austriaca

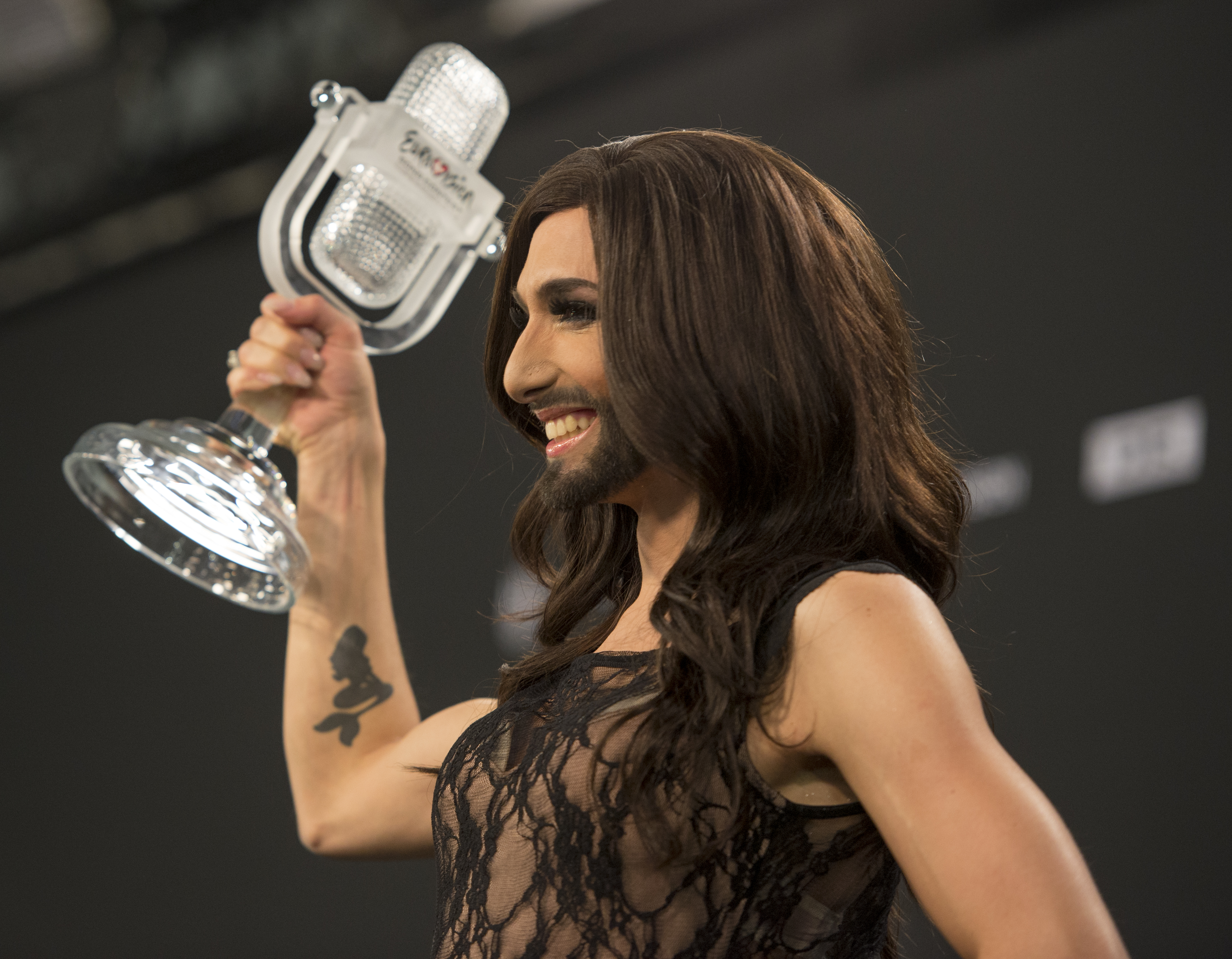
Conchita Wurst durante su conferencia de prensa después de otorgar el triunfo a su país, Austria.

La designación de Conchita Wurst como representante de Austria fue criticada por varios países. En Armenia, Bielorrusia y Rusia hubo peticiones para que la cantante fuera retirada de la competencia o para que sus presentaciones no fueran emitidas.
El fundamento principal de la petición rusa, que finalmente no prosperó, fue que "La competencia internacional se ha convertido en un semillero de la sodomía propulsada por los liberales europeos". Mientras que las razones esgrimidas por Bielorrusia fueron: "Nuestro país es uno de los pocos países de Europa que es capaz de mantener los valores familiares normales y saludables basadas en el amor y el apoyo mutuo entre los hombres y las mujeres", valores que no concuerdan con lo que se intenta transmitir en el concurso con la actuación austriaca, según lo alegado.
Incluso una semana antes hubo un incidente entre el representante armenio Aram Mp3 y Conchita Wurst, toda vez que el primero comentó que la imagen y el estilo de vida de este último no era normal ni adecuado, por lo que "tendrían que ayudarlo a decidirse si quería ser una mujer o un hombre"; agregando además que al momento de compartir escenario en Eurovisión trataría de evitarlo o tolerarlo de alguna forma. Dicha declaración provocó controversia al ser tildada de homofóbica, lo que provocó que poco después el armenio se retractara alegando ser una broma.
Consecuentemente, la victoria de Austria con su representante desató diversas polémicas, entre ellas el pronunciamiento del presidente ruso Vladímir Putin, quien manifestó su desacuerdo, alegando que "todas las personas tienen derecho a vivir sus vidas de la manera que quieren. Sin embargo, no es correcto alardear de su sexualidad y convertirlo en un show", tratando de esta manera zanjar la polémica auspiciada por miles de rusos que protestaron contra la actuación de Wurst, y por la Iglesia Ortodoxa rusa que la consideraron una "abominación".
Vladímir Zhirinovski, político nacionalista ruso, refirió: "No hay límite para nuestra indignación. Es el fin de Europa...hace cincuenta años el ejército soviético ocupó Austria, hemos cometido un grave error en su liberación".
De igual manera expresaron su indignación Dmitry Rogozin, vice primer ministro ruso, y Vitaly Milonov, un diputado conservador de la Asamblea Legislativa de San Petersburgo, entre otros políticos. 

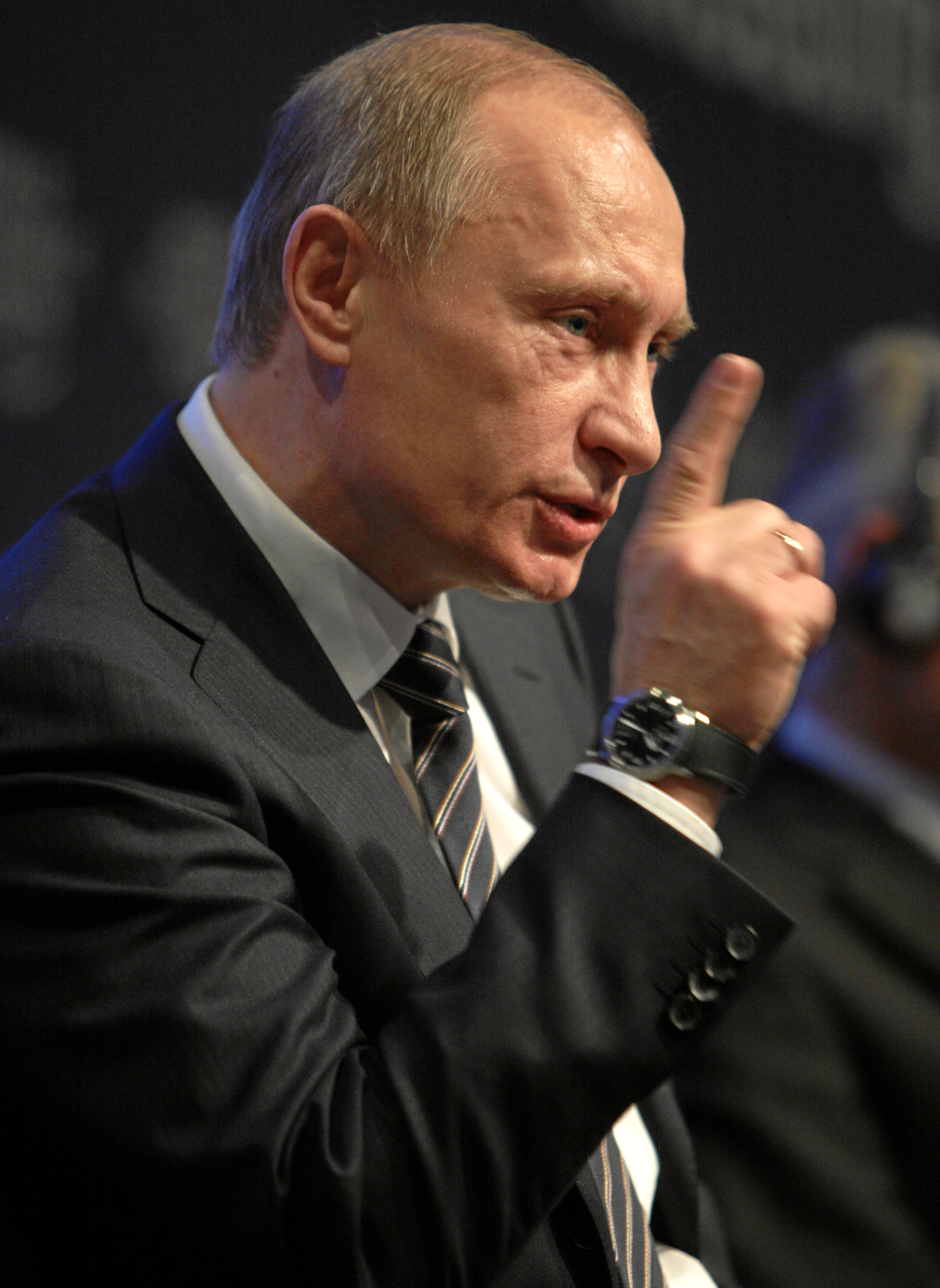
El presidente ruso Vladímir Putin mostró su oposición a la victoria de Conchita Wurst.

Por todo ello, el presidente ruso Vladímir Putin, a comienzos de julio, empezó una cruzada personal para abandonar el certamen y crear su propio festival. Este nuevo evento, que llevaría por nombre "The Voice of Eurasia" o "Intervisión", pretendía reunir a todos los antiguos países de la zona soviética, así como a aquellos pertenecientes a Asia que quisieran participar, no obstante este plan no prosperó.
Por otra parte, el patriarca Ireneo I de Serbia culpó a Wurst de las peores lluvias torrenciales del último siglo que atravesó su país, Bosnia y Herzegovina, Croacia y Montenegro a finales de mayo de 2014; de igual manera, el patriarca Amfilohije de Montenegro incluso refirió que "Dios ha enviado las inundaciones como un recordatorio de que la gente no debe reunirse con el lado salvaje ni aceptar aberraciones", añadiendo por último que las lluvias no han sido "una coincidencia, sino una advertencia".
A pesar de ello Conchita Wurst recibió el apoyo de artistas internacionales como Lady Gaga, Cher, Boy George, Elton John y el español Julio Iglesias, además de anteriores ganadores del Festival como Alexander Rybak, Emmelie de Forest, Lena Meyer-Landrut y Charlotte Perrelli.
Recibiendo asimismo las felicitaciones del presidente austriaco Heinz Fischer, su canciller Werner Faymann y diversas autoridades de su país, siendo además recibida por 10.000 compatriotas.
Incluso el máximo dirigente del Consejo de Europa, Thorbjørn Jagland, recalcó el triunfo de Austria después de 48 años desde su última victoria. Y, finalmente, la Iglesia Católica de Viena, a través del cardenal Christoph Schönborn, también mostró su apoyo y respeto a la representación austriaca.
Por primera vez, la noticia del ganador de Eurovisión traspaso el ámbito internacional, llegando a ser considerada de primera plana en algunos países del continente americano (el cual, no estaba tan interesado en el desarrollo del mismo, colocando a Conchita como una tendencia a nivel mundial. En julio de 2014, fue invitada por el famoso diseñador Jean Paul Gaultier para un famoso show de pasarela en París.
En agosto posó para la revista de moda "CR Fashion Book" del exitoso diseñador Karl Lagerfeld. Siendo también contratada por Dreamworks para ser la voz de Eva, lechuza protagonista en la película de animación “Pingüinos de Madagascar”.
Y en octubre de 2014 fue invitada para cantar ante el Parlamento Europeo y la Oficina de las Naciones Unidas en Viena en presencia del Secretario General de la ONU, Ban Ki-moon.
A finales de 2014, el navegador Google anunció el ranking anual de tendencias mundiales, siendo Conchita Wurst la segunda persona más buscada en el portal web durante el año 2014, alcanzando al mismo tiempo el puesto número 7 de búsquedas globales. Con ocasión de ello, el gigante de internet Google la convirtió en su icono publicitario colocando un gigantesco anuncio en el Times Square de Nueva York.
Y, por último, a inicios de 2015, fue invitada a asistir a los Golden Globe Awards 2015 en Los Ángeles, Estados Unidos.

## Premios
Radio Barcelona de Cadena SER (emisora que premia y reconoce anualmente los profesionales de radio, televisión, cine y música) hizo pública la lista de los premiados de la 61.ª edición de los Premios Ondas correspondiente al año 2014. Entre los premiados, el fallo reconoció a la Gran Final del Festival de Eurovisión 2014 en la categoría «Premio Internacional de Televisión».